# Комитет Государственной думы VIII созыва по аграрным вопросам
Комитет Государственной думы по аграрным вопросам образован 12 октября 2021 года на первом заседании Государственной думы VIII созыва.
Председателем Комитета избран Кашин Владимир Иванович. В состав Комитета входят 18 депутатов Государственной думы.

## Состав Комитета
| №  | Депутат Государственной Думы РФ | Должность в Комитете            | Фракция (одномандатник / по партийному списку)         | Регион                                                                                  | Фото |
| -- | ------------------------------- | ------------------------------- | ------------------------------------------------------ | --------------------------------------------------------------------------------------- | ---- |
| 1  | Кашин Владимир Иванович         | Председатель Комитета           | КПРФ (по партийному списку)                            | Все регионы РФ                                                                          |      |
| 2  | Плотников Владимир Николаевич   | Первый заместитель председателя | Единая Россия (одномандатник)                          | Волгоградская область Михайловский одномандатный округ № 83                             |      |
| 3  | Нилов Олег Анатольевич          | Первый заместитель председателя | Справедливая Россия — За правду (по партийному списку) | Санкт-Петербург Калининградская область Ростовская область Донецкая Народная Республика |      |
| 4  | Гончаров Николай Александрович  | Заместитель председателя        | Единая Россия (одномандатник)                          | Ростовская область Белокалитвинский одномандатный округ № 153                           |      |
| 5  | Оглоблина Юлия Васильевна       | Заместитель председателя        | Единая Россия (одномандатница)                         | Республика Мордовия Мордовский одномандатный округ № 23                                 |      |
| 6  | Егоров Владислав Иванович       | Заместитель председателя        | КПРФ (по партийному списку)                            | Кировская область, Нижегородская область                                                |      |
| 7  | Руденский Игорь Николаевич      | Член Комитета                   | Единая Россия (одномандатник)                          | Пензенская область Пензенский одномандатный округ № 146                                 |      |
| 8  | Сулейманов Ренат Исмаилович     | Член Комитета                   | КПРФ (по партийному списку)                            | Кемеровская область, Новосибирская область                                              |      |
| 9  | Езубов Алексей Петрович         | Член Комитета                   | Единая Россия (одномандатник)                          | Краснодарский край Тихорецкий одномандатный округ № 51                                  |      |
| 10 | Лавриненко Алексей Фёдорович    | Член Комитета                   | Единая Россия (по партийному списку)                   | Ставропольский край                                                                     |      |
| 11 | Лоцманов Дмитрий Николаевич     | Член Комитета                   | Единая Россия (одномандатник)                          | Краснодарский край Каневской одномандатный округ № 53                                   |      |
| 12 | Поляков Александр Алексеевич    | Член Комитета                   | Единая Россия (одномандатник)                          | Тамбовская область Рассказовский одномандатный округ № 178                              |      |
| 13 | Яхнюк Сергей Васильевич         | Член Комитета                   | Единая Россия (одномандатник)                          | Ленинградская область Кингисеппский одномандатный округ № 112                           |      |
| 14 | Аникеев Андрей Анатольевич      | Член Комитета                   | Единая Россия (одномандатник)                          | Оренбургская область Оренбургский одномандатный округ № 142                             |      |
| 15 | Васильев Николай Иванович       | Член Комитета                   | КПРФ (по партийному списку)                            | Московская область                                                                      |      |
| 16 | Лоор Иван Иванович              | Член Комитета                   | Единая Россия (одномандатник)                          | Алтайский край Славгородский одномандатный округ № 42                                   |      |
| 17 | Панков Николай Васильевич       | Член Комитета                   | Единая Россия (одномандатник)                          | Саратовская область Балаковский одномандатный округ № 164                               |      |
| 18 | Прусакова Мария Николаевна      | Член Комитета                   | КПРФ (одномандатница)                                  | Алтайский край Рубцовский одномандатный округ № 40                                      |      |

## Вопросы ведения Комитета[1]
Федеральные законы по субъектам законодательной инициативы (за 2021-2024 годы)
 Правительство РФ (43 %) Депутаты Государственной Думы (35 %) Сенаторы Российской Федерации (17 %) Парламенты субъектов Российской Федерации (5 %)
Соотношение принятых законов, отклонённых и отозванных законопроектов (2021―2024)
 Принятые Федеральные законы (61 %) Отклонённые и отозванные законопроекты (39 %)
- Развитие агропромышленного комплекса;
- Рациональное использование и охрана земель сельскохозяйственного назначения;
- Охрана плодородия почв;
- Мелиорация;
- Растениеводство, механизация, химизация и защита растений;
- Государственный мониторинг земель сельскохозяйственного назначения;
- Животноводство, племенное дело и ветеринария;
- Использование, воспроизводство и охрана водных биологических ресурсов (включая аквакультуру);
- Развитие сельских территорий, включая социальное развитие села;
- Безопасное обращение с пестицидами и агрохимикатами;
- Техническое перевооружение, научное обеспечение агропромышленного комплекса;
- Садоводство и огородничество.

## Федеральные законы, рассмотренные Комитетом
За период работы Государственной Думы VIII созыва (2021 год — настоящее время) Комитетом по аграрным вопросам было рассмотрено 79 законопроектов, 47 из которых стали Федеральными законами, 32 законопроекта были отклонены. Из них 15 законопроектов были сняты с рассмотрения Государственной Думы субъектами законодательной инициативы, 17 законопроектов отклонила Государственная Дума по ускоренной процедуре (часть 7 статьи 118 Регламента ГД).
В 2021 году Комитетом по аграрным вопросам было рассмотрено и принято 7 Федеральных законов, в том числе новый закон «О семеноводстве». В 2022 году — 14 Федеральных закона, в том числе новый «О побочных продуктах животноводства». В 2023 году — 22 Федеральных закона, в весеннюю сессию 2024 года — 8 Федеральных закона.
Все статистические данные взяты и(или) построены на основе открытого источника информации — автоматизированной системы обеспечения законодательной деятельности (СОЗД).
Ниже приводятся изменения в законодательстве по строкам (Федеральный закон) и по столбцам (2021—2024 годы). Например, поправки в закон «О ветеринарии» находятся ниже в строках № 1 и 5 списка Федеральных законов за 2021 год, № 2, 3, 5 и 11 за 2022 год, № 15, 17, 21 и 22 за 2023 год, № 4 за 2024 год; поправка в закон «О Всероссийской сельскохозяйственной переписи» находится в строке № 9 за 2023 год.
| Федеральные законы | 2021 год | 2022 год      | 2023 год         | 2024 год  |
| --- | -------- | ------------- | ---------------- | --------- |
| «О зерне», № 4973-I, 1993 год                                                                                              |          |               | № 13             |           |
| «О ветеринарии», № 4979-I, 1993 год                                                                                        | № 1, 5   | № 2, 3, 5, 11 | № 15, 17, 21, 22 | № 4, 7    |
| «Об особо охраняемых природных территориях», № 33-ФЗ, 1995 год                                                             |          |               | № 15             |           |
| «О животном мире», № 52-ФЗ, 1995 год                                                                                       |          |               |                  | № 2       |
| «О племенном животноводстве», № 123-ФЗ, 1995 год                                                                           | № 2      |               | № 10, 20, 21     | № 1, 5    |
| «О континентальном шельфе Российской Федерации», № 187-ФЗ, 1995 год                                                        |          | № 4           |                  |           |
| «О сельскохозяйственной кооперации», № 193-ФЗ, 1995 год                                                                    | № 3      | № 12          | № 11             |           |
| «О радиационной безопасности населения», № 3-ФЗ, 1996 год                                                                  |          |               | № 1              |           |
| «О мелиорации земель», № 4-ФЗ, 1996 год                                                                                    |          | № 9           | № 3, 21          |           |
| «О безопасном обращении с пестицидами и агрохимикатами», № 109-ФЗ, 1997 год                                                |          | № 5           | № 1, 5           |           |
| «О государственном регулировании обеспечения плодородия земель сельскохозяйственного назначения», № 101-ФЗ, 1998 год       | № 6      |               |                  |           |
| «Об исключительной экономической зоне Российской Федерации», № 191-ФЗ, 1998 год                                            | № 7      | № 4           |                  |           |
| «О санитарно-эпидемиологическом благополучии населения», № 52-ФЗ, 1999 год                                                 |          |               |                  | № 4       |
| Земельный кодекс Российской Федерации, № 136-ФЗ, 2001 год                                                                  | № 3, 6   | № 5, 6, 7, 8  | № 3              |           |
| «Об охране окружающей среды», № 7-ФЗ, 2002 год                                                                             |          |               | № 15             |           |
| Арбитражный процессуальный кодекс Российской Федерации, № 95-ФЗ, 2002 год                                                  |          | № 8           |                  |           |
| «Об обороте земель сельскохозяйственного назначения», № 101-ФЗ, 2002 год                                                   | № 6      | № 7, 8, 13    | № 12             |           |
| Гражданский процессуальный кодекс Российской Федерации, № 138-ФЗ, 2002 год                                                 |          | № 8           |                  |           |
| «О крестьянском (фермерском) хозяйстве», № 74-ФЗ, 2003 год                                                                 | № 3      |               |                  | № 3       |
| «О личном подсобном хозяйстве», № 112-ФЗ, 2003 год                                                                         |          |               | № 10             |           |
| «О рыболовстве и сохранении водных биологических ресурсов», № 166-ФЗ, 2004 год                                             | № 7      | № 14          | № 6, 8, 15       | № 2       |
| Градостроительный кодекс Российской Федерации, № 190-ФЗ, 2004 год                                                          |          | № 6           |                  |           |
| «О Всероссийской сельскохозяйственной переписи», № 108-ФЗ, 2005 год                                                        |          |               | № 9              |           |
| Водный кодекс Российской Федерации, № 74-ФЗ, 2006 год                                                                      |          | № 9           | № 15             |           |
| «О развитии сельского хозяйства», 264-ФЗ, 2006 год                                                                         | № 6      | № 1           | № 13, 21, 22     | № 3, 7, 8 |
| «Об обращении лекарственных средств», № 61-ФЗ, 2010 год                                                                    | № 5      | № 11          |                  |           |
| «О государственной поддержке в сфере сельскохозяйственного страхования», № 260-ФЗ, 2011 год                                | № 6      |               | № 4              |           |
| «Об аквакультуре (рыбоводстве)», № 148-ФЗ, 2013 год                                                                        |          |               | № 10, 21         |           |
| «О карантине растений», № 206-ФЗ, 2014 год                                                                                 |          |               | № 18, 19         | № 4       |
| «О свободном порте Владивосток», № 212-ФЗ, 2015 год                                                                        |          |               |                  | № 4       |
| «О государственной регистрации недвижимости», 218-ФЗ, 2015 год                                                             |          | № 6, 7, 8     |                  |           |
| «О ведении гражданами садоводства и огородничества», 217-ФЗ, 2017 год                                                      |          | № 6           | № 2              | № 6       |
| «Об органической продукции», № 280-ФЗ, 2018 год                                                                            |          | № 10          | № 7, (18)        |           |
| «О любительском рыболовстве», № 475-ФЗ, 2018 год                                                                           |          | № 4           |                  | № 2       |
| «О государственной поддержке предпринимательской деятельности в Арктической зоне Российской Федерации», № 193-ФЗ, 2020 год |          |               |                  | № 4       |
| «О пчеловодстве в Российской Федерации», № 490-ФЗ, 2020 год                                                                |          |               | № 5, 10, 14, 15  |           |
| «О биологической безопасности в Российской Федерации», № 492-ФЗ, 2020 год                                                  |          |               | № 15             |           |
| «О самоходных машинах и других видах техники», № 297-ФЗ, 2021 год                                                          |          |               | № 16             |           |
| «Об общих принципах организации публичной власти в субъектах Российской Федерации», 414-ФЗ, 2021 год                       |          |               | № 13             |           |
| «О семеноводстве», № 454-ФЗ, 2021 год                                                                                      | № 4      | № 11          | № 13, 21         |           |
| «О побочных продуктах животноводства», № 248-ФЗ, 2022 год                                                                  | ―        | № 5           |                  |           |

### 2021 год
| № | Федеральный закон | Содержание закона | Субъект законодательной инициативы | Примечание |
| - | --- | --- | --- | --- |
| 1 | О внесении изменений в Закон Российской Федерации «О ветеринарии» от 6 декабря 2021 года, № 397-ФЗ (уточнение полномочий Российской Федерации в области ветеринарии) | Закон направлен на решение проблем, связанных с экспортом животноводческой продукции в страны, не являющиеся членами Евразийского экономического союза. Согласно пояснительной записке к закону, законодательства Азербайджана, Бахрейна, Бразилии, Вьетнама, Грузии, государств Европейского союза, Египета, Ирана, Ирака, Катара, Китайской Народной Республики, Кубы, Саудовской Аравии, Объединенных Арабских Эмиратов, Республики Корея, Сингапура, Турции, Японии предусматривают, что импортируемые товары должны вывозится на их территорию с аттестованных (обследуемых) объектов, если такие товары связаны с содержанием животных, производством, переработкой и (или) хранением товаров из них. Российская Федерация обязуется обследовать объекты, связанные с выращиванием и содержанием животных, а также с производством, хранением и переработкой продукции животноводства, чтобы подтвердить её соответствие ветеринарным требованиям государств-импортёров. Обследование условий содержания проводится в заявительном порядке на безвозмезной основе за счёт средств федерального бюджета. Порядок проведения обследования объектов, а также оформление результатов обследования утверждаются Постановлением Правительства Российской Федерации. | Правительство Российской Федерации (Правительство Мишустина) | Федеральный закон вступает в силу с 1 марта 2023 года |
| 2 | О внесении изменений в Федеральный закон „О племенном животноводстве“ от 6 декабря 2021 года, № 404-ФЗ (совершенствование регулирования деятельности племенного животноводства) | Данная поправка к закону снимает излишние административные барьеры в области развития племенного животноводства. В 1995 году был принят Федеральный закон „О племенном животноводстве“, который во многом концептуально устарел и нуждался в обновлении норм. Правоприменительная практика не позволяла вести деятельность в области племенного животноводства крестьянским хозяйствам и индивидуальным предпринимателям (ИП). При этом на статус юридического лица указанные категории лиц не спешили переходить, прежде всего из-за смены режима налогообложения. С 1 сентября 2022 года деятельность фермеров и ИП по осуществлению предпринимательства в области племенного животноводства была приравнена к юридическим лицам. Таким образом они смогут получить государственную поддержку из федерального и региональных бюджетов. Из закона исключается норма о получении разрешения у госоргана на экспорт племенной продукции. | Депутаты Государственной Думы В. И. Кашин, В. Н. Плотников, А. Ф. Лавриненко, С. В. Яхнюк, И. И. Лоор, Б. К. Адучиев, О. А. Лебедев, В. Н. Блоцкий, А. П. Езубов, А. Ж. Бифов, Б. В. Иванюженков | Вступление закона в силу — с 1 сентября 2022 года |
| 3 | О внесении изменений в статью 19 Федерального закона „О крестьянском (фермерском) хозяйстве“ и отдельные законодательные акты Российской Федерации» от 6 декабря 2021 года, № 407-ФЗ (установление возможности на земельных участках, принадлежащих крестьянским (фермерским) хозяйствам и с/х потребительским кооперативам, осуществлять сбыт произведенной фермерами продукции) | Фермерам разрешено торговать собственной продукцией на принадлежащих им землях с/х назначения: - с использованием помещений в зданиях, строениях, сооружениях, входящих в состав имущества хозяйства; - в нестационарных торговых объектах, размещаемых без проведения работ, связанных с нарушением почвенного слоя. К вышеназванным помещениям должны применяться меры обеспечения санитарно-эпидемиологического благополучия населения. Аналогичные изменения вносятся в Федеральный закон «О сельскохозяйственной кооперации» и Земельный кодекс Российской Федерации. | Правительство Российской Федерации (Правительство Мишустина) | Согласно статье 6 Федерального закона, Федеральные законы вступают в силу на всей территории Российской Федерации по истечении 10 дней после дня их официального опубликования, если самими законами не установлен другой порядок вступления их в силу. Закон вступил в силу 16 декабря 2021 года. |
| 4 | «О семеноводстве» от 30 декабря 2021 года, № 454-ФЗ · | Новый закон о семеноводстве разработан с целью повышения качества семян. В документе описаны требования к производству, хранению, транспортировке, реализации и использованию семян. Федеральный закон «О семеноводстве» регулирует вопросы формирования и ведения Государственного реестра сортов и гибридов сельскохозяйственных растений, которые допущены к использованию. Закон не распространяется на использование семян физлицами для собственных нужд. На семена с/х растений должны быть оформлены документы о показателях сортовых и посевных качеств. Показатели будут определять аккредитованные лаборатории. Также предусмотрен анализ на наличие ГМО. В страну запрещается ввозить и сеять семена, содержащие ГМО, за исключением предназначенных для научно-исследовательской деятельности. Собственник ГМО-посевов или семян обязан уничтожить их в течение 15 дней со дня получения соответствующего заключения. ГМО-анализ проводится за счёт федерального бюджета. Для включения в Госреестр предусмотрено проведение испытаний и оценка сортов и гибридов с/х растений для выявления полезных признаков и пригодности для отдельных регионов произрастания. На каждый сорт или гибрид, который представлен для испытаний, будет оформляться генетический паспорт. В нём указывается наименование сорта или гибрида, его принадлежность к классам и видам, генотип, белковые или ДНК-маркеры. Без паспорта семена к обороту не допускаются. Ввоз в Россию семян допускается только в том случае, если на них оформляются генетические паспорта. Сорта и гибриды, включённые в Реестр селекционных достижений, допущенных к использованию до 1 сентября 2023 года, будут считаться включёнными в Госреестр без дополнительных проверок. К льготному включению в Госреестр подлежит также перечень с/х растений, выращивание которых направлено на обеспечение продовольственной безопасности страны. При этом условии испытания проводятся за счёт федерального бюджета. Планируется создание федеральной государственной информационной системы в области семеноводства с/х растений (ГИС «Семеноводство»). Производители семян должны будут предоставлять информацию в систему в обязательном порядке. Срок вступления закона в силу — с 1 сентября 2023 года, кроме отдельных положений (подробнее — № 11 за 2022 год, № 13 за 2023 год). | Правительство Российской Федерации (Правительство Мишустина) | За рассмотрение заявок на внесение сведений в Госреестр будет уплачиваться пошлина. Раньше для российских сортоиспытательных компаний процедура была бесплатна. При этом плата может доходить до нескольких миллионов рублей, что становится серьёзной нагрузкой даже для крупных игроков семенного рынка. Также в России не хватает государственных площадок для испытаний, а у отечественных компаний нет возможности проводить круглогодичные испытания в странах с более тёплым климатом, что сильно тормозит процесс получения новых семян. Российский зерновой союз и Ягодный союз обратились с просьбой к Президенту РФ, чтобы он отклонил закон «О семеноводстве», поскольку он отрезает страну от импортных семян, восполнить которые очень сложно. Также в законе установлено более 100 дополнительных обязательных требований, что даёт регулятору неограниченные возможности для оказания прямого давления на бизнес. |
| 5 | О внесении изменений в Закон Российской Федерации «О ветеринарии» и Федеральный закон «Об обращении лекарственных средств» от 30 декабря 2021 года, № 463-ФЗ (об обеспечении контроля за назначением и применением лекарственных препаратов для ветеринарного применения) | Закон предусматривает установление запрета на добавление в корма для животных противомикробных препаратов (антибиотиков) без рецепта или специального требования. Минсельхоз России в свою очередь утвердил список ветеринарных препаратов, которые нельзя добавлять в корма без рецепта. Перечень лекарственных средств для ветеринарного применения, отпускаемых по рецепту, включает антибактериальные гормональные средства, противопаразитарные, адреноблокаторы, седативные средства, нейролептики, анальгетики, анестетики. Изготавливать корма с добавлением противомикробных препаратов смогут только производители, имеющие лицензию на фармацевтическую деятельность. Вступление закона в силу отсрочено Федеральным законом от 29 декабря 2022 года, № 636-ФЗ (подробнее — № 11 за 2022 год). | Правительство Российской Федерации (Правительство Мишустина) | Критика законопроекта: 1) ЗП предоставляет Россельхознадзору монопольное право формировать списки разрешённых и запрещённых к применению противомикробных ветеринарных препаратов, без учёта позиций Минздрава, ВОЗ, МЭБ, ФАО; 2) Назначать антибиотики сможет специалист со средним ветеринарным образованием. Если антибиотик окажется неэффективным, то только тогда определяется чувствительность к нему. Это противоречит профессиональным стандартам ветеринаров; 3) Запрещается применение антибиотиков при лечении продуктивных животных свыше 14 дней. К примеру, лошадь считается продуктивным животным, и в случае, если она заболела пневмонией, длительность её лечения составляет минимум 21 день. При таком правоприменении есть риск потери значительной части поголовья. Схема лечения не должна указываться в федеральном законе. Для домашних животных ограничений не существует. |
| 6 | «О внесении изменений в отдельные законодательные акты Российской Федерации» от 30 декабря 2021 года, № 475-ФЗ (установление правовых основ осуществления государственного мониторинга земель сельскохозяйственного назначения) | Документ предусматривает комплексные изменения в пяти Федеральных законах* в целях установления правовых основ ведения государственного реестра земель и государственного мониторинга земель сельскохозяйственного назначения. Государственный реестр земель сельскохозяйственного назначения (далее — Реестр) — это единый государственный информационный ресурс о землях данной категории. Он содержит свод сведений о (об): - состоянии земель сельскохозяйственного назначения; - использовании земель с/х назначения; - собственниках земельных участков; - землепользователях, землевладельцах, арендаторах земельных участков; - обладателях сервитутов и публичных сервитутов; - зданиях, сооружениях, расположенных на земельных участках, содержащиеся в Едином государственном реестре недвижимости. Сведения из Реестра на бесплатной основе предоставляются собственникам земельных участков, землепользователям, землевладельцам и арендаторам по их запросу. Государственный мониторинг земель сельскохозяйственного назначения является составной частью государственного мониторинга земель и представляет собой систему наблюдений, оценки и прогнозирования, направленных на получение достоверной информации о состоянии и использовании земель сельскохозяйственного назначения. В законе при этом прописано межведомственное информационное взаимодействие. Осуществление мониторинга с/х земель возложено на Министертво сельского хозяйства Российской Федерации. *Закон вносит изменения в следующие Федеральные законы: 1. «О государственном регулировании обеспечения плодородия земель сельскохозяйственного назначения» от 16 июля 1998 года № 101-ФЗ; 2. Земельный кодекс Российской Федерации; 3. «Об обороте земель сельскохозяйственного назначения» от 24 июля 2002 года № 101-ФЗ; 4. «О развитии сельского хозяйства» от 29 декабря 2006 года № 264-ФЗ; 5. "О государственной поддержке в сфере сельскохозяйственного страхования и о внесении изменений в Федеральный закон «О развитии сельского хозяйства» от 25 июля 2011 года № 260-ФЗ. | Правительство Российской Федерации (Правительство Мишустина) | В стратегии развития программы Национальной системы пространственных данных до 2030 года предполагается, что создаваемая платформа будет отличаться от того, что было ранее. Оптимальным представляется вариант, когда используется единая электронная картографическая основа, создаваемая и обновляемая в соответствии с законодательством о геодезии и картографии, на которой воспроизводятся границы земель и участков по всей территории страны. К картографической системе будут интегрированы сельскохозяйственные угодья, а также земли сельскохозяйственного назначения. В России до сего момента отсутствовала интегральная информационная база с/х земель, что несло множественные экономические риски и потери для всех уровней бюджетной системы. К примеру, более 23 млн земельных участков не имеют установленных границ, что сопровождается большой исковой нагрузкой на судебные органы страны. У 48,3 млн объектов недвижимости на земельных участках отсутствуют сведения о правообладателе. ЕГРН содержит более 2 млн реестровых ошибок. Мониторинг и сопровождение государственной кадастровой оценки осуществлялось преимущественно в ручном режиме. Переход на цифровую систему, как ожидается, уменьшит количество неопределённостей в правовом статусе землеоборота. Федеральный закон № 475-ФЗ от 30 декабря 2021 года является продолжением работы по цифровизации всех пространственных данных и созданию мультимасштабной цифровой карты России. Закон вступил в силу с 1 марта 2022 года. |
| 7 | О внесении изменений в статью 15 Федерального закона «Об исключительной экономической зоне Российской Федерации» и статью 26 Федерального закона «О рыболовстве и сохранении водных биологических ресурсов» от 30 декабря 2021 года, № 486-ФЗ (регулирование рыболовства морских млекопитающих)                                                                                   | Осуществление промышленного рыболовства и прибрежного рыболовства в отношении китообразных запрещено. Сюда входят киты, дельфины и морскии свиньи. В целях обеспечения сохранения китообразных могут устанавливаться ограничения рыболовства таких млекопитающих в исключительной экономической зоне Российской Федерации, включая запрет и закрытие рыболовства отдельных видов китообразных. Согласно статье 6 Федерального закона, Федеральные законы вступают в силу на всей территории Российской Федерации по истечении 10 дней после дня их официального опубликования, если самими законами не установлен другой порядок вступления их в силу. Закон вступил в силу 8 января 2022 года. | Правительство Российской Федерации (Правительство Мишустина) | В период 2013—2017 гг. Россия добывала ежегодно около 200 голов китообразных (серый и гренландский кит, белуха, косатка). Запрет на вылов китообразных не распространяется на коренных малочисленных народов (КМН) Чукотки. Их представителям разрешено добывать серых и гренландских китов. Объём вылова установлен Международной китобойной комиссией: до 140 серых китов и до 5 гренландских ежегодно. |
|   | В Викитеке есть полный текст: Федеральный закон от 30.12.2021 № 454-ФЗ | | | |

### 2022 год
| №  | Федеральный закон | Содержание закона | Субъект законодательной инициативы | Примечание |
| -- | --- | --- | --- | --- |
| 1  | О внесении изменений в Федеральный закон «О развитии сельского хозяйства» от 11 июня 2022 года, № 169-ФЗ (формирование механизмов и правовых основ предоставления мер государственной поддержки агропромышленного комплекса в электронном виде) | Федеральный закон вводит новую статью 17.1 — «Информационная система цифровых сервисов агропромышленного комплекса». Она предусматривает создание информационной системы цифровых сервисов (ИСЦС) с 1 марта 2026 года. Сейчас электронное взаимодействие фермеров и Минсельхоза работает на уровне субъектов Российской Федерации, и то не всех. Как планируется, с 1 марта 2026 года система начнёт своё функционирование на территории всей страны. Согласно закону ИСЦС обеспечит: - информирование юридических и физических лиц о возможных мерах господдержки в сфере развития сельского хозяйства; - формирование и рассмотрение заявок на оказание господдержки; - сбор отчетности; - формирование и ведение перечня мер господдержки; - информирование о возможных мерах поддержки с использованием Единого портала госуслуг. Доступ к системе и к размещенной в ней информации будет возможен после прохождения процедуры идентификации и аутентификации с использованием ЕСИА. | Правительство Российской Федерации (Правительство Мишустина) | Первоначально планировалось вступление в силу с 1 января 2025 года. Срок вступления перенесли на 1 марта 2026 года. (в ред. от 25 декабря 2023 года, № 680-ФЗ) |
| 2  | О внесении изменений в Закон Российской Федерации «О ветеринарии» от 28 июня 2022 года, № 221-ФЗ (совершенствование правового регулирования отношений в области ветеринарии) | Закон об обязательной маркировке животных Документ вводит обязательную маркировку всех видов сельскохозяйственных животных. Обязательной маркировка скота станет с 1 сентября 2024 года до 1 сентября 2029 года, в зависимости от вида сельхозживотного. Маркировка станет обязательной для крупного рогатого скота, свиней, овец, коз, а также домашней птицы, кроликов и пчел. Свиньи, овцы, козы, куры, индейки и утки, а также пчелы подлежат групповому маркированию и учёту. Учёт сельхозживотных будет обязательным как для крупных предприятий, так и для ЛПХ. | Правительство Российской Федерации (Правительство Мишустина) | Федеральный закон вступил в силу 1 сентября 2023 года |
| 3  | О внесении изменения в статью 19 Закона Российской Федерации «О ветеринарии» от 28 июня 2022 года, № 222-ФЗ (порядок изъятия животных и (или) продукции животного происхождения при ликвидации очагов особо опасных болезней животных) | Федеральный закон разработан в целях исполнения Постановления Конституционного суда Российской Федерации от 8 июля 2021 г. № 33-П. Суд признал неконституционными взаимосвязанные положения пункта 1 статьи 242 и абзаца второго пункта 2 статьи 1083 Гражданского кодекса Российской Федерации. КС счёл неопределёнными положения об изъятии с/х животных (продуктов животноводства) у их владельца при ликвидации очагов особо опасных болезней животных и обязал законодателей прийти к ясной правовой конструкции. Как следует из поправки к закону, в случае изъятия с/х животных или продукции животноводства при ликвидации очагов особо опасных болезней владелец имеет право на возмещение ущерба. Стоимость ущерба определяется на день, предшествующий дню объявления о введении ограничительных мероприятий. Владельцу, однако, в компенсации могут отказать или уменьшить её размер, если будет выявлено нарушение ветеринарного законодательства. Перечень случаев, при которых собственнику могут в компенсации отказать или размер выплаты решат уменьшить, установит правительство. В законе оговаривается, что деньги выплачиваются из регионального бюджета. Если очаги особо опасных болезней животных имеют федеральное или межрегиональное значение, то половина стоимости изъятого скота или продукции компенсируется из федерального бюджета. | Правительство Российской Федерации (Правительство Мишустина) | Федеральный закон вступает в силу 1 марта 2023 года |
| 4  | «О внесении изменений в Федеральный закон „О рыболовстве и сохранении водных биологических ресурсов“ и отдельные законодательные акты Российской Федерации» от 28 июня 2022 года, № 229-ФЗ (выдача разрешения на добычу (вылов) водных биоресурсов в электронном виде и ведение электронного промыслового журнала) | На рыбаков возлагается обязанность по ведению рыболовного журнала. Он должен содержать в себе информацию о: - вылове водных биоресурсов, - о судне, с которого производится рыболовство, - об орудиях вылова водных биоресурсов, - о производстве на судне рыбной продукции, - о приёмке, перегрузке, транспортировке, хранении и выгрузке уловов водных биоресурсов, рыбной продукции. Рыболовный журнал обязаны вести лица, осуществляющие промышленное рыболовство, прибрежное рыболовство, рыболовство в научно-исследовательских и контрольных целях, рыболовство в учебных и культурно-просветительских целях, рыболовство в целях аквакультуры. Рыболовный журнал также следует вести лицам, которые ведут рыболовство на основании статуса коренных малочисленных народов Севера, Сибири, Дальнего Востока России с использованием рыболовных участков, а также лицам, осуществляющим любительское рыболовство. Разрешение на вылов водных биоресурсов выдаётся в электронной форме, подписанной усиленной электронной подписью должностного лица Росрыболовства через портал Госуслуг. Разрешение может быть выдано в форме бумажного документа по требованию заявителя. 29 мая 2024 года Федеральным законом № 101-ФЗ некоторые нормы данной новеллы были дополнены и конкретизированы (подробнее ниже — № 2 списка Федеральных законов за 2024 год). | Правительство Российской Федерации (Правительство Мишустина) | Срок вступления в силу — 1 марта 2023 года Также этот ФЗ вносит корреспондирующие изменения в Федеральные законы: - «О континентальном шельфе Российской Федерации» от 30 ноября 1995 года, № 187-ФЗ - «Об исключительной экономической зоне Российской Федерации» от 17 декабря 1998 года, № 191-ФЗ - «О любительском рыболовстве и о внесении изменений в отдельные законодательные акты Российской Федерации» от 25 декабря 2018 года, № 475-ФЗ |
| 5  | «О побочных продуктах животноводства и о внесении изменений в отдельные законодательные акты Российской Федерации»от 14 июля 2022 года, № 248-ФЗ · | Закон о ППЖ Данный закон регулирует порядок обращения с навозом, помётом, подстилкой и навозными стоками (НППС) и предлагает альтернативный правовой режим без признания их отходами. Согласно предыдущему законодательству, для утилизации навоза, помёта, подстилки и навозных стоков требовалось лицензирование деятельности, исходя из класса опасности (III—V уровень опасности). При этом взимался экологический сбор в пользу государства за негативное воздействие на состояние окружающей среды (НВОС). С новым регулированием фермер сам определяет, будут ли относится продукты жизнедеятельности животных к отходам или к побочным продуктам животноводства (ППЖ). При этом режиме фермер освобождается от лицензирования НППС и не платит за НВОС. Главный критерий для отнесения к ППЖ — навоз (помёт) должен применяться в целях получения сельскохозяйственной продукции. Если вещество утилизируется без обработки (переработки), то оно признаётся отходом, с присвоением класса опасности и сбором за НВОС. Нарушение закона о ППЖ также влечёт признание их отходами, с штрафными санкциями и экологическим сбором. | Сенаторы Российской Федерации А. Д. Артамонов, А. П. Майоров, С. Г. Митин, М. А. Афанасов, В. Ф. Новожилов Депутаты Государственной Думы А. В. Гордеев, В. И. Кашин | Закон вступил в силу с 1 марта 2023 года Закон вносит корреспондирующие изменения в ФЗ: - Закон РФ «О ветеринарии» от 14 мая 1993 года, № 4979-1 - «О безопасном обращении с пестицидами и агрохимикатами» от 19 июля 1997 года, № 109-ФЗ - Земельный кодекс Российской Федерации |
| 6  | О внесении изменений в Федеральный закон «О ведении гражданами садоводства и огородничества для собственных нужд и о внесении изменений в отдельные законодательные акты Российской Федерации» и отдельные законодательные акты Российской Федерации от 14 июля 2022 года, № 312-ФЗ (совершенствование регулирования корпоративных и земельно-имущественных отношений, возникающих при ведении гражданами садоводства и огородничества для собственных нужд) | В соответствии с поправками к законам*, на садовых и огородных земельных участках в садоводческих товариществах разрешено выращивать домашнюю птицу и (или) кроликов. При этом должны соблюдаться градостроительное и земельное законодательство, выполняться ветеринарные, санитарно-эпидемиологические нормы и правила, гигиенические нормативы. Выращивание с/х животных также должно быть прописано в уставе СНТ. Также установлено, что общее собрание членов товарищества вправе использовать земельный участок общего назначения для реализации владельцами земли выращенной ими сельскохозяйственной продукции, с возможностью возведения для такой реализации некапитальных строений, сооружений или нестационарных торговых объектов. Общее собрание членов СНТ может передавать недвижимость общего пользования в собственность газо-, водо-, тепло- и электроснабжающих организаций. Решения на общем собрании членов СНТ можно принимать посредством сети Интернет. С 1 января 2023 года заочное голосование можно проводить на Госуслугах. Закон вступает в силу со дня своего официального опубликования (14 июля 2022 года), за исключением возможности голосовать на Госуслугах. *Закон также вносит изменения в ФЗ: - Земельный кодекс Российской Федерации; - «О введении в действие Земельного кодекса Российской Федерации» от 25 октября 2001 года N 137-ФЗ; - Градостроительный кодекс Российской Федерации; - «О государственной регистрации недвижимости» от 13 июля 2015 года N 218-ФЗ. | Правительство Российской Федерации (Правительство Мишустина) | Данными новеллами удалось решить одну из основных проблем в правоотношениях садоводов — проблему оформления перехода прав на земельные участки общего пользования. В новой редакции исключено требование о необходимости согласия всех собственников садовых или огородных участков для принятия решения о землях общего пользования. В правоприменительной практике это положение закрывало все пути рационального использования земель общего пользования. К примеру, из 300 собственников земельных участков обязательно находился тот, кто голосовал против. При этом не было никакой правовой процедуры опротестовать решение члена садоводческого товарищества. В новом регулировании решение о целевом использовании общего имущества принимается квалифицированным большинством в ⅔ участников при условии кворума членов товарищества. |
| 7  | О внесении изменений в отдельные законодательные акты Российской Федерации от 14 июля 2022 года, № 316-ФЗ (устранение недостатков действующего законодательства, регулирующего оборот земель сельскохозяйственного назначения) | С 1 марта 2023 года гражданам РФ и КФХ семейного типа даётся право заключить договор аренды участка земли с/х назначения, который находится в государственной либо муниципальной собственности, на срок до пяти лет без проведения торгов. Вводится новая статья 101 Федерального закона «Об обороте земель сельскохозяйственного назначения» от 24 июля 2002 года, № 101-ФЗ, согласно которой предоставление земельных наделов для граждан РФ и крестьянских (фермерских) хозяйств осуществляется Земельным кодексом, но с учётом данного положения. Заявления о предоставлении земельного участка рассматривается в порядке их поступления. Изменение целевого использования участка с/х назначения не допускается. При этом подтверждение отсутствия на территории других субъектов Российской Федерации земельных участков не требуется. Основания отказа в предоставлении земельного участка: - земельный участок, указанный в заявлении, больше предельных размеров земли, установленной в местном законодательстве (субъекта РФ или муниципалитета); - земельный участок был передан ранее в порядке очерёдности гражданину РФ либо КФХ. | Правительство Российской Федерации (Правительство Мишустина) | Закон вступил в силу с 1 марта 2023 года Закон вносит корреспондирующие изменения также в: - Земельный кодекс Российской Федерации - «О государственной регистрации недвижимости» от 13 июля 2015 года, № 218-ФЗ |
| 8  | О внесении изменений в Федеральный закон «Об обороте земель сельскохозяйственного назначения» и отдельные законодательные акты Российской Федерации от 5 декабря 2022 года, № 507-ФЗ (совершенствование правового регулирования изъятия земельных участков) | Закон об изъятии с/х земель Поправка к законам* предусматривает изъятие земель сельскохозяйственного назначения у собственника в случае использования участков не по целевому назначению. Уточняется порядок продажи таких участков с публичных торгов. Вводится запрет на переход права собственности, прекращение права собственности на земельный участок из фонда земель с/х назначения в случае нецелевого использования либо с нарушением законодательства Российской Федерации. Запрет налагается на передачу «заброшенного» участка в ипотеку. В ЕГРН вносится соответствующее обременение на такой участок, то есть совершение любых сделок до завершения рассмотрения судом дела об изъятии земельного участка запрещено. | Правительство Российской Федерации (Правительство Мишустина) | Федеральный закон вступает в силу со дня своего официального опубликования (5 декабря 2022 года) |
| 9  | О внесении изменений в Федеральный закон «О мелиорации земель» и Водный кодекс Российской Федерации от 19 декабря 2022 года, № 539-ФЗ (установление законодательных основ оказания услуг по подаче и (или) отводу воды) | Поправка к закону и кодексу устанавливает принципы оказания услуг по подаче или отводу воды с использованием государственных мелиоративных систем (ГМС) и гидротехнических сооружений (ГТС) на договорной основе. Законом установлено, что подавать (отводить) воду необходимо на основе принципов равного доступа к ГМС и ГТС. За доступ к такой услуге должна взиматься экономически обоснованная плата. Правила недискриминационного доступа получателей услуг к данной инфраструктуре утвердит Правительство Российской Федерации. Стоимость услуг по подаче (отводу) воды определит Министерство сельского хозяйства РФ, в соответствии с утверждёнными правилами ее расчета. Министерство устанавливает порядок учета воды, подача (отвод) которой производится с помощью ГМС и ГТС, а также утвердит форму договора на оказание услуг по подаче (отводу) воды. | Правительство Российской Федерации (Правительство Мишустина) | Закон вступает в силу с 1 сентября 2023 года |
| 10 | О внесении изменений в статьи 2 и 6 Федерального закона «Об органической продукции и о внесении изменений в отдельные законодательные акты Российской Федерации» от 29 декабря 2022 года, № 630-ФЗ (предоставление самозанятым и иностранным юрлицам равного доступа для включения в реестр производителей органической продукции) | Поправки разработаны в целях предоставления возможности российским самозанятым лицам стать участником рынка обращения органической продукции, без образования юрлица и ИП. Также поправки в закон дают право иностранным юридическим лицам попасть в Единый реестр производителей органической продукции, созданных в соответствии с законодательством иностранных государств и имеющих местонахождение за пределами территории Российской Федерации. В целях внесения в Реестр необходима следующая информация: 1) ФИО (при наличии отчества), ИНН физического лица — для физических лиц, не являющихся индивидуальными предпринимателями; 2) полное и сокращенное (при наличии) наименование, фирменное наименование — для юрлиц, созданных в соответствии с законодательством иностранных государств и находящихся за пределами территории Российской Федерации; 3) ФИО (отчество при наличии) — для иностранных граждан-физических лиц, не являющихся гражданами РФ и имеющих доказательства наличия гражданства (подданства) иностранного государства, в том числе для лиц без гражданства — физических лиц, не являющихся гражданами РФ и не имеющих доказательств наличия гражданства (подданства) иностранного государства. При этом самозанятые граждане в России — основные производители меда и продукции пчеловодства, а также сборщики дикоросов. Для иностранных граждан (лиц без гражданства) этот закон очень актуален, так как ранее для подтверждения органического происхождения продукции было достаточно иметь только иностранный сертификат. Начиная с 1 сентября 2023 года, для любой органической продукции, независимо от местоположения ее производства, необходимо иметь запись о прохождении сертификации в Едином реестре производителей органической продукции Минсельхоза РФ. | Сенаторы Российской Федерации Яцкин А. В., Кутепов А. В. Майоров А. П., Митин С. Г. Депутат Государственной думы Кашин В. И.                                        | Дата вступления закона в силу — 1 сентября 2023 года |
| 11 | О внесении изменений в статью 32 Федерального закона «О семеноводстве» и статью 3 Федерального закона "О внесении изменений в Закон Российской Федерации «О ветеринарии» и Федеральный закон «Об обращении лекарственных средств» от 29 декабря 2022 года, № 636-ФЗ (изменение сроков вступления в силу отдельных положений) | Законом отложен срок вступления в силу (до 1 сентября 2024 года) положений, устанавливающих обязательные требования: - к хранению, производству, использованию семян сельскохозяйственных растений; - к уплате государственной пошлины за рассмотрение заявок на внесение сведений о сортах и гибридах сельскохозяйственных растений в Государственный реестр сортов и гибридов сельскохозяйственных растений, допущенных к использованию; - к оформлению генетического паспорта. Также с 1 сентября 2024 года (ранее — с 1 сентября 2023 года) вступят в силу положения о полномочиях Правительства РФ устанавливать порядок ввоза и вывоза из РФ семян сельскохозяйственных растений (подробнее — № 4 списка Федеральных законов за 2021 год) Оформление генетических паспортов станет обязательным с 1 сентября 2025 года. Кроме этого, законом до 1 марта 2025 года отсрочено введение в действие запрета на производство и реализацию кормов с добавлением антимикробных препаратов для ветеринарного применения, установленного Федеральным законом от 30 декабря 2021 года N 463-ФЗ (подробнее — № 5 списка Федеральных законов за 2021 год). | Правительство Российской Федерации (Правительство Мишустина) | Технический закон о переносе сроков вступления в силу отдельных положений См. также № 13 списка Федеральных законов за 2023 год |
| 12 | О внесении изменений в статью 33−1 Федерального закона «О сельскохозяйственной кооперации» от 29 декабря 2022 года, № 637-ФЗ (совершенствование порядка внесения некоммерческой организации в государственный реестр саморегулируемых организаций ревизионных союзов с/х кооперативов) | Поправки разработаны в рамках реализации проведения регуляторной гильотины и цифровизации Госуслуг. Закон направлен на упрощение административных процедур, касающийся включения кооператива в ревизионный союз с/х кооперативов (РССК), а также в государственный реестр ревизионных союзов. Данный реестр приведён по состоянию на 2022 год. Изменения предусматривают, что процедура включения РССК в госреестр по срокам сокращена, пакет документов на регистрацию уменьшен. Сокращена также по срокам подача РССК заявления об исключении из реестра, если союз ликвидируется. Срок вступления закона в силу — с 1 марта 2023 года | Правительство Российской Федерации (Правительство Мишустина) | Каждый с/х кооператив, согласно законодательству об с/х кооперации, обязан входить в ревизионный союз. Кооператив вправе выбрать любой союз, но если не вступить ни в один, кооператив ликвидируют в судебном порядке. Кооператив вправе состоять только в одном ревизионном союзе. Из него можно выйти в любой момент, но тогда обязательно перейти в другой. Обязанности ревизионного союза: - быть участником саморегулируемой организации (СРО) - входить в единый реестр ревизионных союзов. Чтобы вступить в союз, необходимо написать заявление. Форма заявления различается и устанавливается самими союзами. Цели ревизионных союзов — выявлять и устранять ошибки в налогах и бухучёте, помогать в составлении отчётности перед налоговыми органами и не допускать налоговых штрафов. Основная задача союза — проверка. Обычно её проводят один раз в два года, но могут и чаще, в зависимости от решения членов ревизионного союза. По результатам проверки специалисты союза выдают заключение. В нем указывают, достоверна ли бухотчетность и какие нарушения выявили. При этом никаких штрафных санкций ревизионные союзы накладывать не имеют права. |
| 13 | О внесении изменений в Федеральный закон «Об обороте земель сельскохозяйственного назначения» от 29 декабря 2022 года, № 639-ФЗ (совершенствование порядка вовлечения в оборот долей в праве общей собственности на земельные участки из земель сельскохозяйственного назначения) | Данная редакция указанного Федерального закона значительно облегчает передачу земельных участков, образованных в качестве невостребованных долей, в собственность муниципальных властей. Муниципалитетам (органам местного самоуправления, муниципальным или городским округам) даются полномочия: - признавать земельную долю собственника, который умер, выморочным имуществом; - обеспечить подготовку проекта межевания земель; - проводить кадастровые работы по образованию земельных участков в соответствии с утверждённым решением общего собрания собственников. Муниципалитет наделяется до 1 января 2025 года правом на участие в общем собрании участников общей долевой собственности от имени лиц, чьи земельные доли признаны невостребованными, а также передавать в аренду земельные участки, выделенные в качестве невостребованных долей. Если до 1 января 2025 года статус земель останется невостребованным, их собственники утрачивают на них право собственности, которая переходит к муниципальным властям. | Правительство Российской Федерации (Правительство Мишустина) | С первого января 2025 года порядок признания права муниципальной собственности на невостребованные земельные доли существенно упрощается, поскольку становится внесудебным. Такой правовой режим невостребованной земельной доли фактически стал сходен режиму выморочного имущества. Федеральный закон вступает в силу со дня своего официального опубликования (29 декабря 2022 года) |
| 14 | О внесении изменений в Федеральный закон «О рыболовстве и сохранении водных биологических ресурсов» от 30 декабря 2022 года, № 644-ФЗ (совершенствование механизма распределения инвестиционных квот добычи водных биологических ресурсов) | Установлены виды водных биоресурсов и объекты инвестиций в программе II этапа инвестиционных квот. Для Дальневосточного рыбного хозяйства установлены следующие биоресурсы: - тихоокеанская треска - минтай - сельдь тихоокеанская - камбалы дальневосточные - терпуг - кальмар командорский - дальневосточная навага - палтусы. Объекты инвестиций, участвующие в программе II этапа инвестиционных квот, включают в себя: - траулеры-процессоры - транспортные рефрижераторы - малые и среднетоннажные рыбопромысловые суда - заводы по переработке рыбы различной мощности - комплексы из двух среднетоннажных рыбопромысловых судна и завод по переработке рыбы большой мощности. Заявитель должен быть юридическим лицом или индивидуальным предпринимателем, а также обладать регистрацией в прибрежном субъекте Российской Федерации, относящимся к бассейну, в котором выделена квота добычи (вылова) водных биоресурсов в инвестиционных целях. Заявление подаётся в Росрыболовство в письменной форме при личном обращении либо почтовым отправлением, либо в электронной форме в виде электронного документа, подписанного усиленной квалифицированной электронной подписью через сеть Интернет. В качестве финансового обеспечения заявитель должен внести 5 % стоимости объекта инвестиций. Финансовое обеспечение может вносится на спецсчёт Росрыболовства в виде денежных средств или банковской гарантии. При этом действует аукционный метод отбора инвестиционных проектов. Срок вступления закона в силу — с 1 января 2025 года. | Правительство Российской Федерации (Правительство Мишустина) | Поправки к Закону предусматривают проведение II этапа перераспределения квот на добычу водных биоресурсов. В 2017 году на Дальнем Востоке в рамках первого распределения инвестиционных квот выделили 20 % квот на добычу сельди и минтая. На II этапе выделяется ещё 24 % инвестиционных квот. Государство в период проведения аукционов планировало перераспределить 100 % инвестквот на добычу моллюсков и прочих беспозвоночных, но после отрицательных отзывов законодательных собраний прибрежных регионов, а также губернаторов Магаданской, Сахалинской областей, Хабаровского и Камчатского краёв, данную норму отклонили во втором чтении. На II этапе 50 % всех инвестквот перераспределяется на добычу крабов. Первая половина уже была перераспределина в 2019 году в рамках инвестквот на крабов. Данные новеллы вызвали широкий общественный резонанс среди рыбопромысловой отрасли, депутатов, сенаторов и губернаторов субъектов РФ Дальневосточного региона, так как цели первого этапа распределения инвестквот не достигнуты. В рамках реализации I этапа за пять лет (2017—2022 годы) введены в эксплуатацию всего 10 судов (7 рыбопромысловых судов и 3 краболова) из 105 предусмотренных (или 8,5 % от плана). С принятием данной поправки обозначена задача по строительству еще 65 рыбопромысловых судов. Счетная палата Российской Федерации, эксперты в области судостроения, а также рыбацкое сообщество выражали серьезные опасения в части возможности своевременной реализации поставленной задачи. Строительство судов может затянуться на десятилетия. Вместе с тем, бюджеты дальневосточных регионов понесут прямой убыток в связи с потерями недополученных доходов от водных биоресурсов. Депутаты Государственной думы от фракций СРЗП, ЛДПР, «Новые люди» и КПРФ голосовали против данной инициативы. Несмотря на это, новеллы вступили в силу. Итоги голосования в окончательном чтении: за — 289, против — 115 депутатов, воздержался — 1 депутат. |
|    | В Викитеке есть полный текст: Федеральный закон от 14.07.2022 № 248-ФЗ | | | |

### 2023 год
| №  | Федеральный закон | Содержание закона | Субъект законодательной инициативы | Комментарий |
| -- | --- | --- | --- | --- |
| 1  | О внесении изменений в статью 16 Федерального закона «О радиационной безопасности населения» и Федеральный закон «О безопасном обращении с пестицидами и агрохимикатами» от 18 марта 2023 года, № 67-ФЗ (обеспечение радиационной безопасности и безопасного обращения с пестицидами и агрохимикатами) | Сельскохозяйственная продукция, продовольственное (пищевое) сырье, пищевая продукция, питьевая вода должны контролироваться к обеспечению радиационной безопасности. Документ вводит понятие обработки сельскохозяйственной и пищевой продукции ионизирующим излучением (радиационная обработка), а также устанавливает необходимость обеспечения радиационной безопасности при производстве пищевых продуктов. Обработка с применением ионизирующего излучения обеспечивает уничтожение патогенных организмов и паразитов, продлевает срок хранения продуктов. Радиационная безопасность устанавливается правом Евразийского экономического союза, а при отсутствии наднационального регулирования — законодательством Российской Федерации. Уточняются правила регистрации пестицидов и агрохимикатов. Указанные вещества вносятся в Государственный каталог пестицидов и агрохимикатов, ведение которого осуществляется Министерством сельского хозяйства России. Выдача свидетельства о государственной регистрации пестицида (агрохимиката) изготовителю или разработчику будет осуществляться по результатам экспертизы пестицида или агрохимиката, а также при реорганизации (изменении) наименования изготовителя или разработчика. В целях обеспечения безопасного обращения пестицидов и агрохимикатов после их регистрации изготовитель или разработчик представляет в Россельхознадзор образцы пестицида или агрохимиката. | Депутаты Государственной Думы В. И. Кашин, Г. И. Скляр Сенаторы Российской Федерации С. Г. Митин, Л. З. Талабаева, В. В. Литюшкин, В. С. Тимченко, Ю. В. Федоров, В. Ф. Новожилов, Г. И. Орденов, А. П. Майоров, И. А. Гехт | Согласно статье 6 Федерального закона, Федеральные законы вступают в силу на всей территории Российской Федерации по истечении 10 дней после дня их официального опубликования, если самими законами не установлен другой порядок вступления их в силу. Закон вступил в силу 28 марта 2023 года |
| 2  | О внесении изменений в Федеральный закон «О ведении гражданами садоводства и огородничества для собственных нужд и о внесении изменений в отдельные законодательные акты Российской Федерации» от 14 апреля 2023 года, № 123-ФЗ (совершенствование порядка совместного владения, пользования и распоряжения имуществом общего пользования) | Российское законодательство дополняется нормой, согласно которой у садоводческих и огороднических товариществ (СНТ) появляется право передавать общее имущество этих товариществ третьим лицам. Новелла даёт возможность официально организовывать торговлю в общем имуществе таких товариществ, передавать в безвозмезное пользование или устанавливать сервитут третьим лицам (предпринимателям, ИП, самозанятым). Данные нормы должны быть приняты на общем собрании членов товарищества и прописаны в его Уставе. В СНТ теперь можно в рамках закона открывать аптеки, кафе, магазины, развлекательные центры и прочие объекты культурно-массового характера. Для этого допускаются возведение некапитальных строений и сооружений. До введения в действие этой поправки на территории СНТ имели право организовывать торговлю только члены самого товарищества. | Сенатор Российской Федерации Кутепов А. В. Депутат Государственной думы Самокиш В. И. | Согласно статье 6 Федерального закона, Федеральные законы вступают в силу на всей территории Российской Федерации по истечении 10 дней после дня их официального опубликования, если самими законами не установлен другой порядок вступления их в силу. Закон вступил в силу 24 апреля 2023 года |
| 3  | О внесении изменений в Федеральный закон «О мелиорации земель» и отдельные законодательные акты Российской Федерации от 13 июня 2023 года, № 244-ФЗ (установление особенностей осуществления фитомелиоративных мероприятий) | В закон о мелиорации введены новые понятия: - агролесомелиоративные насаждения - агрофитомелиоративные насаждения. Агролесомелиоративные насаждения (АЛМ) существуют в законодательстве давно, но раньше они назывались «мелиоративными защитными лесными насаждениями». Агрофитомелиоративные насаждения (АФМ), напротив, в законе о мелиорации и Земельном кодексе отсутствовали. АЛМ насаждения — это лесные насаждения естественного происхождения или искусственно созданные, предназначенные для защиты почвы от разрушения и произрастающие на землях с/х назначения. АФМ насаждения — это исключительно искусственные насаждения (кустарники, травянистая растительность, иное), которые специально высаживают на землях с/х назначения в целях защиты почвы от деградации. Собственники участков обязаны осуществлять учёт указанных насаждений и предоставлять сведения о них в Минсельхоз минимум один раз в два года. Приказ Минсельхоза России от 27 октября 2023 года N 820 «Об утверждении Порядка осуществления учета агролесомелиоративных насаждений, состава, формы и порядка предоставления сведений, подлежащих такому учету». Также был увеличен срок предоставления в ареду земельных участков, находящихся в государственной или муниципальной собственности. В Земельный кодекс введена новелла, согласно которой максимально возможный срок предоставления земельного участка в аренду увеличен с 3 до 5 лет. На этом участке можно вести огородничество, заготавливать сено и вести выпас с/х животных. | Народное Собрание Республики Дагестан | Вступление закона в силу — 1 марта 2024 года См. также № 12 списка Федеральных законов за 2023 год |
| 4  | О внесении изменений в Федеральный закон "О государственной поддержке в сфере сельскохозяйственного страхования и о внесении изменений в Федеральный закон «О развитии сельского хозяйства» от 13 июня 2023 года, № 254-ФЗ (стимулирование применения с/х товаропроизводителями, относящимися к субъектам малых форм хозяйствования и осуществляющими свою хозяйственную деятельность на территории Дальневосточного федерального округа, механизма с/х страхования, осуществляемого с государственной поддержкой) | Поправки в законодательство направлены на стимулирование использования с/х производителями из числа МСП в Дальневосточном федеральном округе с/х страхования с государственной поддержкой. Предусматривается предоставление указанным с/х производителям возмещения в размере 80 % страховой премии, начисленной на случай объявления чрезвычайной ситуации. Также упрощается процедура расчета размера субсидии по договорам с/х страхования в случае страхования риска утраты (гибели) объекта страхования от нескольких событий. Законом также предусмотрено, что с 1 марта 2024 года ужесточат требования к страховщикам, которые занимаются с/х страхованием с господдержкой. Им смогут заниматься только страховые организации с опытом с/х страхования не менее 5 лет и с капиталом (собственными средствами) не менее 3 млрд рублей. Правительство РФ может запросить и иные требования к финансовой устойчивости и платёжеспособности. Вступление закона в силу с 1 марта 2024 года | Правительство Российской Федерации (Правительство Мишустина) | Страховая защита сельского хозяйства очень востребована на территории Дальневосточного федерального округа, который часто подвергается разрушительным погодным явлениям (паводки, пожары, штормы, муссоны и прочее). По данным Национального союза агростраховщиков, ДФО занимает первое место в России (по данным на 1 ноября 2022 года) по охвату посевов страховой защитой. В округе застраховано 430 тысяч га посевов, что составляет 20 % от возделываемых пахотных земель. Это максимальный показатель в России. Из них более 128 тысяч га застраховано по программе страхования на случай ЧС. Наиболее активно на Дальнем Востоке страхование посевов используется: - в Приморском крае — 223 тысячи га (из них 44 тысячи га на случай ЧС); - в Забайкальском крае — 121 тысячи га (42 тысячи га соответственно); - в Амурской области — 54 тысячи га (43 тысячи га соответственно); - в Бурятии — 26 тысяч га; - менее 10 тысяч га в Хабаровском крае и Якутии. |
| 5  | О внесении изменений в статью 15.2 Федерального закона «О безопасном обращении с пестицидами и агрохимикатами» и статью 16 Федерального закона «О пчеловодстве в Российской Федерации» от 10 июля 2023 года, № 306-ФЗ (уточнение сроков оповещения о проведении работ по применению пестицидов и агрохимикатов) | Вносимые новеллы уточняют сроки оповещения пчеловодов о проведении работ по применению пестицидов и агрохимикатов при производстве с/х продукции. Информация о применении пестицидов, распространяемая в местных СМИ (газетах, радио, телевидении, интернет-ресурсах), должна содержать следующие сведения: - наименование запланированных к применению пестицидов; - кадастровый номер, адрес или местоположение земельного участка, где запланировано применение пестицидов (данная поправка существенно облегчает работу в программе ФГИС «Сатурн», в случае если кадастровый номер обрабатываемого участка отсутствует или не установлен); - дата применения пестицидов; - способ и дозировка применения пестицидов; - рекомендуемые сроки изоляции пчёл в ульях. Аграрии должны будут сообщать о запланированных работах не ранее, чем за 10 дней, но и не позже 5 дней до начала проведения работ, населённым пунктам, которые находятся в радиусе до 7 км от места работ. В целях доведения информации до физических и юридических лиц, осуществляющих пчеловодство на территории Российской Федерации, реализована цифровая платформа «Добропчёл», которая предназначена для взаимодействия пчеловодов и землепользователей. На период обработки пчеловоду необходимо вывезти пасеку в безопасное место или изолировать пчел в ульях на срок, предусмотренный ограничениями при применении пестицида. В случае нарушения сроков оповещения, правил доведения информации до населения предусмотрена административная ответственность (статья 8.3 КоАП). | Тюменская областная Дума | Статьей 8.3 Кодекса Российской Федерации об административных правонарушениях за нарушение правил обращения с пестицидами и агрохимикатами предусматривается наложение административного штрафа: - на граждан — от 1 тысячи до 2 тысяч рублей; - на должностных лиц — от 2 до 5 тысяч рублей; - на ИП — от 2 до 5 тысяч рублей либо приостановление деятельности на срок до 90 суток; - на юридических лиц — от 10 тысяч до 100 тысяч рублей либо приостановление деятельности на срок до 90 суток. Федеральный закон вступает в силу 1 сентября 2024 года |
| 6  | О внесении изменений в Федеральный закон «О рыболовстве и сохранении водных биологических ресурсов» от 10 июля 2023 года, № 314-ФЗ (установление запрета на добычу (вылов) морских млекопитающих в культурно ― просветительских целях) | Федеральный закон предусматривает запрет на добычу (вылов) морских млекопитающих в культурно-просветительских целях. По мнению депутатов, внесших на рассмотрение законопроект, предлагаемое регулирование приведет к закрытию возможностей пополнения дельфинариев животными, отловленными в природной среде. Однако закон не запрещает пополнение рожденными в неволе особями. В конечном итоге закон приведёт к закрытию дельфинариев на всей территории Российской Федерации из-за своей экономической нецелесообразности. Депутат Бессараб считает, что лечебный эффект от дельфинотерапии не доказан научным сообществом и приносит такой же эффект, как общение с домашними животными. А потребность дельфинариев в млекопитающих, наоборот, способствует браконьерству. Кроме того, многочисленные материалы свидетельствуют о систематических нарушениях при содержании млекопитающих в дельфинариях. Остаётся возможность вылова морских млекопитающих в учебных целях. Для разрешения вылова для этих целей будет создана комиссия при Правительстве Российской Федерации. | Депутаты Государственной Думы С. В. Бессараб, В. В. Бурматов, Н. С. Валуев, В. Н. Плотников | Российские организации культуры могли вылавливать морских млекопитающих в культурно-просветительских целях. Отлов в указанных целях за период 2013—2017 гг. составлял от 61 до 133 голов в год (косатка, белуха, морж, тюлени). Росприроднадзор раскрыл схему передачи китайской стороне морских млекопитающих из приморской «китовой тюрьмы». Передача осуществлялась на основании договора о сотрудничестве в культурно-просветительской сфере. На предотвращение подобных противоправных деяний этот запрет, в частности, и установлен. Федеральный закон вступает в силу 1 сентября 2024 года |
| 7  | О внесении изменения в статью 7 Федерального закона «Об органической продукции и о внесении изменений в отдельные законодательные акты Российской Федерации» от 24 июля 2023 года, № 367-ФЗ (уточнение маркировки органической продукции) | Согласно Федеральному закону об органической продукции от 3 августа 2018 года, для того чтобы на упаковке товара появилась надпись «органический» или organic, производителям необходимо получить сертификат соответствия своей продукции стандартам органического производства. Стандарты достаточно жёсткие. Органические товары вносятся в Единый государственный реестр производителей органической продукции. В иных случаях товар (продукт) не являлся органическим. Учитывая повышенный спрос населения к экологически чистым продуктам, некоторые товаропроизводители пошли на ухищрения, указывая на упаковках, что товар «экологичный», «зелёный», «био», «эко», дезинформируя покупателей о качестве своего товара. Поправка в статью 7 закрывает лазейку в Законе и запрещает использовать следующие понятия: - биологический - биодинамический - экологический - экологически чистый - зелёный - эко - био - сходные по значению слова и их сокращения. Но есть три исключения: 1. когда прилагательное «зелёный» обозначает зрелость продукта или цвет — его использование в рамках закона; 2. в случае, если продукция получила экомаркировку «Зелёный эталон» (в соответствии с ФЗ «О сельскохозяйственной продукции, сырье и продовольствии с улучшенными характеристиками» от 11 июня 2021 года, № 159-ФЗ) 3. слово «био» разрешено использовать производителям молочной продукции (к примеру, «биокефир», «биолакт», «биойогурт», «биоряженка» и так далее) в соответствии с законодательством ЕАЭС. Продукцию, произведённую до вступления в силу данной новеллы, нет необходимости снимать с полок магазинов. Товары можно продавать до истечения срока их годности. | Сенаторы Российской Федерации Тимченко В. С. Майоров А. П. Митин С. Г. | Российский союз промышленников и предпринимателей предложил исключить из действия этой поправки молочную продукцию на основании того, что, согласно статье 74 Технического регламента Таможенного союза «О безопасности молока и молочной продукции», приставка «био—» допускается к использованию в названиях кисломолочных продуктов, обогащённых пробиотическими микроорганизмами и (или) пребиотиками. Введение запрета на употребление приставки «био—» противоречит наднациональному законодательству ЕАЭС. Срок вступления поправок в силу ― с 1 сентября 2024 года |
| 8  | О внесении изменений в Федеральный закон «О рыболовстве и сохранении водных биологических ресурсов» от 24 июля 2023 года, № 384-ФЗ (совершенствование механизма торгов) | Устанавливаются особенности добычи (вылова) анадромных видов рыб во внутренних водах Российской Федерации и в территориальном море Российской Федерации. Допускается промышленное и любительское рыболовство для данного вида рыб юридическими лицами либо индивидуальными предпринимателями, но лишь в том случае, если они участвуют в социально-экономическом развитии региона. Определяются порядок и содержание заключения соглашения между главой региона и указанными лицами об участии в социально-экономическом развитии региона РФ. Пересматривается правовое регулирование пользования рыболовным участком, организация и проведение аукционов на право пользования рыболовным участком. При этом аукционы переходят в электронный формат. Для коренных малочисленных народов Севера, Сибири и Дальнего Востока процедура заключения и расторжения договоров на пользование не требуется. Также в Федеральный закон вводится требование о реестре недобросовестных участников аукционов, которые к сделкам не допускаются. | Правительство Российской Федерации (Правительство Мишустина) | Федеральный закон вступает в силу с 1 сентября 2024 года |
| 9  | О приостановлении действия части 1 статьи 5 Федерального закона «О Всероссийской сельскохозяйственной переписи» от 4 августа 2023 года, № 431-ФЗ (о приостановлении периодичности проведения сельскохозяйственной переписи) | Часть первая статьи 5 указанного закона гласит, что Всероссийская сельскохозяйственная перепись (ВСП) проводится не реже, чем один раз в десять лет. Предыдущая ВСП проводилась в 2016 году. Из-за того, что срок её проведения совпадает со сроком проведения микропереписи населения, ВСП решили сдвинуть на 2027 год. В пояснительной записке к закону сказано, что параллельное проведение двух масштабных обследований неизбежно приведет к существенному снижению качества полученных результатов. | Правительство Российской Федерации (Правительство Мишустина) | Действие нормы закона приостановлено до 1 января 2028 года. |
| 10 | О внесении изменений в Федеральный закон «О племенном животноводстве» и отдельные законодательные акты Российской Федерации от 4 августа 2023 года, № 454-ФЗ (создание федеральной государственной информационно-аналитической системы племенных ресурсов) | Поправками к закону вводится федеральная государственная информационно-аналитическая система племенных ресурсов (ФГИАС ПР), в которой будет содержаться информация о регистрации племенных животных, племенных стад и племенных хозяйств. За создание и развитие системы будет отвечать Министерство сельского хозяйства Российской Федерации. С 1 марта 2026 года племенные свидетельства на животных и разрешения на импорт племенной продукции будут предоставляться в виде выписки из ФГИАС ПР на безвозмездной основе. Предполагается, что с 2026 года будет запрещен любой оборот племенной продукции, не зарегистрированной в этой системе. На данный момент регистрация племенных животных и племенных стад производится посредством записей в государственную книгу племенных животных и государственный племенной регистр. Предоставление сведений о племенных животных и племенных стадах станет для профильных хозяйств обязательным. При этом внесению в ФГИАС ПР не будет подлежать информация о животных или стадах, чья цель содержания в хозяйстве не связана с воспроизводством определенной породы. Положение о новой системе, порядок, сроки, формы и форматы предоставления в неё информации утверждается Правительством РФ. (См. также по этой теме № 1 списка Федеральных законов за 2024 год) | Правительство Российской Федерации (Правительство Мишустина) | Федеральный закон вступает в силу с 1 сентября 2023 года. Сведения о племенных животных и племенных стадах, зарегистрированных в государственной книге племенных животных и государственном племенном регистре до 1 марта 2026 года, должны быть внесены во ФГИАС ПР до 31 марта 2026 года. Корреспондирующие изменения вносятся также в ФЗ: - «О личном подсобном хозяйстве» от 7 июля 2003 года N 112-ФЗ - «Об аквакультуре (рыбоводстве) и о внесении изменений в отдельные законодательные акты Российской Федерации» от 2 июля 2013 года N 148-ФЗ - «О пчеловодстве в Российской Федерации» от 30 декабря 2020 года N 490-ФЗ Утратила силу: статья 24 закона «О племенном животноводстве» с 1 сентября 2024 года. В данной редакции указанная статья также теряет силу. В ней говорилось об условиях использования эмбрионов племенных животных в целях их последующего разведения. Вводится новое регулирование данного вопроса. Подробнее — в № 20 от 2023 года списка Федеральных законов. |
| 11 | О внесении изменений в статьи 14 и 17 Федерального закона «О сельскохозяйственной кооперации» от 4 августа 2023 года, № 458-ФЗ (защита прав граждан Российской Федерации, призванных на военную службу) | На граждан, являющихся членами потребительских кооперативов*, призванных на военную службу по мобилизации, не распространяются отдельные положения закона о сельскохозяйственной кооперации. При общем регулировании, в связи с невыполнением обязанностей члена кооператива, гражданин исключался из него. При новом положении, на основании службы в Вооружённых силах Российской Федерации, потребительский кооператив вправе переоформить его членство в ассоциированное. Федеральный закон вступает в силу с даты его опубликования (4 августа 2023 года) | Сенаторы Российской Федерации Журавлев Н.А, Святенко И.Ю, Рукавишникова И. В., Двойных А. В. Депутаты Государственной Думы Кара-оол Ш.В., Гордеев А. В., Вяткин Д. Ф., Шхагошев А. Л., Кашин В. И., Кузнецов Э. А., Лоцманов Д. Н., Плотников В. Н., Езубов А.П, Нилов Я. Е., Саралиев Ш. Ю., Тайсаев К. К., Лантратова Я. В., Ткачев А. О. | *При производственном кооперативе возможность перехода в ассоциированные члены на основании службы в ВС РФ законодательно урегулировано с 1999 года. При ассоциированном членстве участники вправе не присутствовать на заседаниях членов потребительского кооператива. Число ассоциированных участников с правом голоса не должно превышать 20 %. Если их число на заявленную дату проведения собрания будет больше, организуется предварительное собрание ассоциированных членов с целью избрать представителей. На размер паевых взносов статус ассоциированного членства никак не влияет. |
| 12 | О внесении изменения в статью 10 Федерального закона «Об обороте земель сельскохозяйственного назначения» от 4 августа 2023 года, № 463-ФЗ (о предоставлении в аренду без торгов земельных участков, занятых мелиоративными лесами) | Новеллами устанавливается возможность предоставления в аренду без проведения торгов земельных участков, занятых учтёнными агролесомелиоративными насаждениями (АЛМ) (определение приведено в № 3 списка Федеральных законов за 2023 год). Земельные участки с АЛМ без проведения торгов предоставляются: - с/х организациям, если они задействуют в с/х оборот смежные участки в случае осуществления ею с/х производства; - гражданам или КФХ, если они задействуют в с/х оборот смежные участки в тех же целях. Сроки предоставления участка с АЛМ зависят от права владения на смежный участок. Если субъект владеет смежным участком на праве аренды, то договор аренды на участок с АЛМ не должен длиться дольше, чем на смежный. Если субъект владеет смежным земельным участком на праве собственности, то ему предоставляется в аренду участок с АЛМ без проведения торгов на срок от 3 до 49 лет. Срок вступления закона в силу — с 1 марта 2024 года | Сенаторы Российской Федерации Яцкин А.В., Рукавишникова И. В. Кондратенко А. Н., Трембицкий А.А. Депутат Государственной думы Гончаров Н. А. | Критика законопроекта: Земельный участок, занятый мелиоративными защитными лесными насаждениями, может граничить с несколькими земельными участками. В связи с этим несколько собственников, землепользователей, землевладельцев, арендаторов смежных земельных участ- ков будут иметь право на заключение договора аренды без проведения торгов по указанному в законопроекте основанию. Тем не менее, законопроектом не предусматривается очерёдность предоставления земельных участков. Представители Ассоциации крестьянских (фермерских) хозяйств и с/х кооперативов России высказали опасение, что смежные участки (или лесополосы) — место свободного доступа обычных граждан. Лесополосы служат им средством отдыха и рекреации. Они жгут костры, ломают деревья, нередко их отдых приводит к несанкционированному выбросу мусора. Ограничить же доступ гражданам к лесополосам с/х производитель пока не имеет права. Аграрии рискуют нести ответственность за противоправные действия других, что может приводить к штрафным санкциям. |
| 13 | О внесении изменений в Федеральный закон «О семеноводстве» и отдельные законодательные акты Российской Федерации от 4 августа 2023 года, № 485-ФЗ (совершенствование механизмов развития отечественного семеноводства) | Поправки к закону являются дополнением к новому регулированию механизмов развития отечественного семеноводства*, которые направлены на господдержку данной отрасли. Для получения господдержки закон устанавливает приоритет отечественной селекции, для воспроизводства которой не требуется ввоз на территорию Российской Федерации семян родительских форм гибридов и оригинальных семян сортов с/х растений. Предусматривается установление семенных (семеноводческих) зон и особенностей их использования для производства семян с/х растений, которые будут устанавливаться правительством РФ. В отношении земельных участков специальные семеноводческие зоны устанавливаются на основании заявлений собственников земли либо арендаторов. Субъекты РФ наделяются полномочиями на установление зон семеноводства. Вводятся понятия и определения — автор, оригинатор сорта или гибрида. Кроме основных типов семян — оригинальных, элитных и репродукционных — вводятся категории посадочного материала для плодовых, ягодных растений и винограда: исходный, базисный, сертифицированный и несертифицированный. Регламентируется деятельность, предотвращающая перекрестное опыление с/х растений, включая использование изолирующих устройств для предотвращения переопыления с/х растений (пространственная изоляция). При этом на ввоз семян потребуется научное заключение — его оформление обязательно. Перечень научных организаций, уполномоченных на выдачу соответствующих заключений, определяет Минсельхоз РФ. | Депутаты Государственной думы А. В. Гордеев, В. И. Кашин, О. А. Нилов, М. Н. Прусакова В. Н. Блоцкий, А. А. Аникеев, Н. И. Васильев, А. П. Езубов, М. А. Иванов, А. Ф. Лавриненко, И. И. Лоор, С. Ф. Лисовский, Д. Н. Лоцманов, Н. В. Панков А. А. Поляков, И. Н. Руденский, Р. И. Сулейманов, С. В. Яхнюк                                  | *Данные новеллы детализируют базовый закон «О семеноводстве» (см. выше — № 4 списка Федеральных законов за 2021 год). По вопросу вступления закона в силу см. выше — № 11 списка Федеральных законов за 2022 год Корреспондирующие изменения вносяться в ФЗ: - «О зерне» от 14 мая 1993 года N 4973-I - «О развитии сельского хозяйства» от 29 декабря 2006 года N 264-ФЗ - «Об общих принципах организации публичной власти в субъектах Российской Федерации» от 21 декабря 2021 года N 414-ФЗ |
| 14 | О внесении изменений в статьи 2 и 14 Федерального закона «О пчеловодстве в Российской Федерации» от 27 ноября 2023 года, № 556-ФЗ (о понятии «продукция пчеловодства») | Поправки направлены на стандартизацию, повышение качества продукции пчеловодства и её безопасность. Согласно новеллам, к продукции пчеловодства будет относиться продукция, определённая: - Общероссийским классификатором продукции; - документами по стандартизации (ГОСТами); - актами Евразийского экономического союза (техническим регламентом ЕАЭС). В ГОСТах закреплены меры по предупреждению и обнаружению фальсифицированной продукции на рынке продукции пчеловодства. В России на момент принятия поправок действует 49 ГОСТов, связанных с продукцией пчеловодства. Росстандарт и Роскачество наделяются полномочиями разработать национальный стандарт мёда на основе вышеуказанных документов для того, чтобы пресекать его фальсификацию сиропами и сахарами. По данным Роскачества, 38 % рынка пчеловодческой продукции занимает фальсификат. Полагают, что в результате действия поправок, рынок продукции пчеловодства очиститься от некачественной продукции. | Сенаторы Российской Федерации Двойных А. В., Митин С. Г. Депутат Государственной думы Кашин В. И. | Срок вступления закона в силу — с 1 сентября 2024 года |
| 15 | О внесении изменений в отдельные законодательные акты Российской Федерации от 12 декабря 2023 года, № 582-ФЗ (совершенствование правового регулирования обращения с биологическими отходами, эксплуатации и ликвидации скотомогильников) | Как полагается, данный закон обеспечит прослеживаемость биологических отходов с целью повышения эффективности мер по профилактике и распространению зооантропонозов. Федеральным законом уточняется понятие биологических отходов и устанавливается их классификация на две категории: - умеренно опасные биологические отходы; - особо опасные биологические отходы. Составление перечня биоотходов возлагается на Министерство сельского хозяйства Российской Федерации*. На Россельхознадзор возлагаются полномочия по ведению федерального реестра скотомогильников, биотермических ям, организаций по сбору, утилизации и уничтожению биологических отходов. Запрещается уничтожение особо опасных биоотходов в скотомогильниках, а также создание новых скотомогильников. Уже существующие скотомогильники должны быть ликвидированы по истечении 25 лет после окончания их эксплуатации. Исключение составляют сибиреязвенные скотомогильники, находящиеся под особым контролем. Также запрещается образование скотомогильников, спецхранилищ пестицидов и агрохимикатов в национальных парках, лесопарковых зеленых поясах, рыбохозяйственных заповедных зонах, на водосборных площадях подземных водных объектов, в границах водоохранных зон и зон затопления. Под запретом также размещение объектов пчеловодческой инфраструктуры на земельных участках, которые использовались для создания объектов уничтожения биологических отходов. На территории России находятся 14 тысяч скотомогильников, из них 46 % действующих, что несёт за собой потенциальную биологическую угрозу. Изменения внесены в следующие ФЗ: - «О ветеринарии», Закон Российской Федерации от 14 мая 1993 года N 4979-I - «Об особо охраняемых природных территориях» от 14 марта 1995 года N 33-ФЗ - «Об охране окружающей среды» от 10 января 2002 года N 7-ФЗ - «О рыболовстве и сохранении водных биологических ресурсов» от 20 декабря 2004 года N 166-ФЗ - Водный кодекс Российской Федерации - «О пчёловодстве в Российской Федерации» от 30 декабря 2020 года N 490-ФЗ - «О биологической безопасности в Российской Федерации» от 30 декабря 2020 года N 492-ФЗ | Правительство Российской Федерации (Правительство Мишустина) | *К биоотходам по новым правилам относятся: - трупы животных (млекопитающих, рыб, птиц, насекомых, водные организмы); - отходы инкубаторов, абортивный материал и мертворожденные плоды, плацента; - фрагменты органов и тканей, полученные вследствие экспериментов или в ветеринарии, лабораторные пробы; - отходы переработки сырья животного происхождения; - ветеринарные конфискаты; - корма с добавлением продуктов животного происхождения. Федеральный закон вступает в силу с 1 марта 2025 года за исключением положения о запрете строительства новых скотомогильников — оно вступит в силу с 1 сентября 2024 года. В то же время, до 1 января 2030 года будет разрешена эксплуатация ранее созданных скотомогильников для уничтожения умеренно опасных биологических отходов. |
| 16 | О внесении изменений в Федеральный закон «О самоходных машинах и других видах техники» от 12 декабря 2023 года, № 583-ФЗ (уточнение требований к внесению сведений о самоходных машинах и других видах техники во ФГИС УСМТ) | Поправки к закону устанавливают усиление контроля за самоходными машинами и другими видами техники. К самоходным машинам в Российской Федерации относятся строительная или добывающая техника. Прежде всего это машины на колёсах или гусеницах с тепловым двигателем, работающие на жидком топливе или газе. К ним относятся: - тракторы - экскаваторы - бульдозеры - грейдеры - скреперы - краны для подъёма грузов - погрузчики - подъёмники - электрокары - снегоходы - машины для уборки снега - асфальтоукладчики - дорожные и полевые катки - иная строительная либо добывающая техника. Закон предусматривает, что госрегистрация самоходных машин и прицепов к ним должна осуществляться в федеральной государственной информационной системе учета и регистрации тракторов, самоходных машин и прицепов к ним (ФГИС УСМТ). Ранее за внесение данных отвечали региональные информационные системы. Уточняется перечень сведений, подлежащих внесению в эту информационную систему. В ней будет информация о(б): - изменении регистрационных данных такой техники; - прекращении ее допуска к эксплуатации; - снятии с учёта / восстановлении учёта; - оформлении свидетельства о госрегистрации; - выдачи государственного регистрационного знака. Во ФГИС УСМТ также будет вносится информация о выданных удостоверениях тракториста (машиниста), их замене или возврате. Вступление закона в силу — с 1 сентября 2024 года. | Депутаты Государственной Думы Гордеев А. В., Кашин В. И., Нилов О. А., Блоцкий В. Н., Оглоблина Ю. В., Иванов М. А., Яхнюк С. В., Лоцманов Д. Н., Сулейманов Р. И., Аникеев А. А., Поляков А. А., Прусакова М. Н., Панков Н. В., Лавриненко А. Ф., Езубов А. П., Васильев Н.И.                                                              | Постановление Конституционного суда Российской Федерации от 27 марта 2023 года, № 11-П В Конституционный суд РФ обратился работодатель с жалобой на нарушение его конституционных прав положениями части 2 статьи 2.1 и статьи 12.32 КоАП РФ. Работодателя оштрафовали за допуск гражданина к управлению самоходной машиной. При этом права на вождение были просрочены, но работодатель не смог проверить документы рабочего. Заявитель ссылался на разъяснения Гостехнадзора, согласно которому у работодателя отсутствует возможность без согласия работника запрашивать персональные данные о лишении его удостоверения тракториста. По мнению заявителя, данная норма противоречит Конституции РФ, поскольку вынуждает работодателей дополнительно проверять трактористов (машинистов), незаконно требуя от работника (соискателя на работу) предоставления согласия на обработку его персональных данных. По мнению заявителя, это нарушает как законодательство о персональных данных, так и трудовое законодательство Российской Федерации. Решение Конституционного суда Российской Федерации: С сентября 2022 года всю информацию о специальных правах управления можно получить из ФГИС учёта и регистрации самоходной техники, однако это не означает, что работодатели были лишены возможности проверить информацию об удостоверении ранее. Они, в частности, могли попросить работника (соискателя) предоставить его (её) персональные данные в целях обращения в Гостехнадзор с запросом о том, является ли удостоверение действующим. Работодатели не должны ограничиваться исключительно выяснением наличия у соответствующего лица удостоверения. Признать часть 2 статьи 2.1 и статьи 12.32 КоАП соответствующими Конституции РФ. |
| 17 | О внесении изменений в статью 14 Закона Российской Федерации «О ветеринарии» от 12 декабря 2023 года, № 584-ФЗ (защита территории Российской Федерации от заноса заразных болезней животных из иностранных государств) | С 2025 года весь автотранспорт, въезжающий в Российскую Федерацию с территории страны, где произошла вспышка заразного заболевания животных, будет обрабатываться дезинфицирующими средствами. В перечень заболеваний входят такие болезни, как сибирская язва, ящур, сап, чума крупного рогатого скота, энцефаломиелит свиней, оспа овец и коз, птичий грипп. Полномочиями по дезинфекции автотранспортных средств, въезжающих на территорию Российской Федерации, наделяется Россельхознадзор. Дезинфекция прежде всего будет организована на пунктах пропуска через границу с Китаем, Казахстаном, Монголией и Азербайджаном. Процедура дезинфекции бесплатна для владельцев транспортных средств, как физических, так и юридических лиц, за счёт федерального бюджета. | Правительство Российской Федерации (Правительство Мишустина) | Вступление закона в силу — с 1 января 2025 года |
| 18 | О внесении изменений в Федеральный закон «О карантине растений» от 25 декабря 2023 года, № 650-ФЗ (урегулирование процедуры проведения карантинного фитосанитарного обеззараживания подкарантинной растениеводческой продукции) | В соответствии с законодательством РФ, при экспорте из России продукции растениеводства должно проводиться карантинное фитосанитарное обеззараживание (КФО). В указанный Федеральный закон (пункт 29 статьи 2) введено дополнение, что к подкарантинной продукции относится также и органическая продукция. Однако аграрии столкнулись с тем, что при органической продукции использование пестицидов не допускается, так как она теряет все присущие ей товарные свойства. Поэтому фумигация данного вида продукции нехимическими методами станет обязательной. Требования к методам и способам КФО будут устанавливаться Россельхознадзором. Ведомство будет контролировать внесение результатов КФО в ФГИС выдачи и учета актов КФО, а также выдавать карантинные сертификаты. Поправки предусматривают возможность аннулирования выданных карантинных сертификатов. Порядок аннуляции установит Минсельхоз России. Сертификат также может быть аннулирован по заявлению его обладателя или получателя подкарантинной продукции. Федеральный закон вступит в силу с 1 сентября 2024 года. | Депутаты Государственной думы Школкина Н. В., Лисовский С. Ф., Руденский И. Н., Яхнюк С. В. | Поправки к закону вызывают трудности в правоприменении у членов Союза органического земледелия (СОЗ). После процедуры первого чтения всё ещё оставалась неопределённость, кто, где, в каком объёме проводит нехимический метод обеззараживания и сколько это будет стоить. СОЗ предлагает компенсировать государству расходы на нехимическую фумигацию, так как обязательное требование закона о её проведении увеличит себестоимость российской органики на экспортном рынке и делает продукцию из России менее конкурентоспособной. Тем не менее, указанное профильное объединение (СОЗ) не привлекалось к разработке поправок. |
| 19 | О внесении изменений в Федеральный закон «О карантине растений» от 25 декабря 2023 года, № 652-ФЗ (уточнение порядка ведения федеральной государственной информационной системы в области карантина растений) | В России создаётся ФГИС в области карантина растений. Информационная система создаётся для выдачи и учета фитосанитарной документации. В частности будут выдаваться и учитываться акты карантинного фитосанитарного обеззараживания, результаты лабораторных исследований в области карантина растений, иные документы в целях реализации полномочий Россельхознадзора. Правительство РФ уполномочено разработать правила регистрации в системе, представления в нее сведений и информации, сроки предоставления таких сведений и информации, а также требования к обеспечению доступа к данным, содержащимся в системе. Во ФГИС будет содержаться информация о: - фитосанитарных и карантинных сертификатах; - об уровне фитосанитарного риска при ввозе подкарантинной продукции; - об извещении о доставке подкарантинной продукции; - о результатах лабораторных исследований в области карантина растений; - об актах карантинного фитосанитарного контроля (надзора); - иная информация. | Депутаты Государственной Думы А. В. Гордеев, В. И. Кашин, В. Н. Плотников, Н. А. Гончаров, В. Н. Блоцкий, Н. И. Васильев М. Н. Прусакова, Р. И. Сулейманов, Д. Н. Лоцманов, Н. В. Панков, И. И. Лоор, С. В. Яхнюк, А. Ф. Лавриненко | Закон вступает в силу с 1 марта 2025 года |
| 20 | О внесении изменений в Федеральный закон «О племенном животноводстве» и статью 5 Федерального закона «О внесении изменений в Федеральный закон „О племенном животноводстве“ и отдельные законодательные акты Российской Федерации» от 25 декабря 2023 года, № 660-ФЗ (уточнение порядка импорта племенной продукции (материала)) | Согласно поправкам, для импорта племенного материала — с/х животных, спермы и эмбрионов — потребуется специальное заключение и результаты молекулярно-генетической экспертизы. Заключение будет выдаваться на каждую партию ввозимой племенной продукции. На основании заключения племенная продукция сможет находиться на территории Российской Федерации. Форму и порядок выдачи такого заключения будет устанавливать Министерство сельского хозяйства. Для импорта племенного скота необходимо, чтобы животные имели идентификационные номера. Также требуется наличие племенного свидетельства для племенных животных, а также спермы и эмбрионов. Одно из важных нововведений — отсутствие у скота и племенного материала генетических заболеваний. Для соответствия этому требованию, необходимо проводить молекулярно-генетическую экспертизу в аккредитованных лабораториях. Также вводится положение, согласно которому с 2026 года начнёт функционирование федеральная информационная система в области племенного животноводства. Срок вступления закона в силу — с 1 сентября 2024 года, кроме положения об указанной федеральной информационной системе, которое вступает в силу с 1 марта 2026 года. Этим законом (статья 3) признана утратившей силу статья 24 закона «О племенном животноводстве» с 1 сентября 2024 года. В ней говориться о старом регулировании использования эмбрионов племенных животных в целях их разведения. | Депутаты Государственной Думы А. В. Гордеев, В. И. Кашин, С. В. Яхнюк, И. И. Лоор, Н. И. Васильев, В. Н. Блоцкий, Р. И. Сулейманов, С. Ф. Лисовский | Планируется, что за счет контроля качества и здоровья племенного материала, российские фермеры смогут развивать собственные генетические линии и улучшать свои поголовья, что приведет к повышению производительности и эффективности российской с/х отрасли в целом. В 2022 году только лишь 2 % высококачественной спермы быков-производителей было ввезено в Россию. Остальное можно классифицировать как «генетический мусор». Российская система отбора племенного материала является более строгой, чем американская или европейская, однако это может приводить к ограничениям на отечественном рынке и снижению возможностей для развития отрасли. Признаны утратившими силу отдельные положения законов: - "О внесении изменений в отдельные законодательные акты Российской Федерации в связи с реализацией положений Федерального закона «О техническом регулировании» от 19 июля 2011 года № 248-ФЗ - О внесении изменений в Федеральный закон «О племенном животноводстве» и отдельные законодательные акты Российской Федерации от 4 августа 2023 года № 454-ФЗ |
| 21 | О внесении изменений в отдельные законодательные акты Российской Федерации от 25 декабря 2023 года, № 674-ФЗ (установление особенностей правового регулирования в отдельных сферах агропромышленного комплекса в новых субъектах Российской Федерации) | Согласно документу, агропромышленный комплекс Луганской народной республики, Донецкой народной республики, Запорожской области, Херсонской области с 2024 до 2026 года будет регулироваться внутренними нормативно-правовыми актами, но только после предварительного согласования с Министерством сельского хозяйства Российской Федерации. Поправка вводит дополнения в шесть Федеральных законов: - «О ветеринарии» — до 1 марта 2025 года указанный порядок действует для оформления ветеринарных сопроводительных документов на продукцию, подлежащую ветеринарному контролю (надзору), а также для ветеринарных правил маркирования и учета животных. До 1 января 2026 года данный порядок действует на ветеринарные правила для убоя животных; - «О племенном животноводстве» — до 1 января 2026 года на территориях указанных субъектов Российской Федерации не действует статья 29 данного закона. ДНР, ЛНР, Запорожская и Херсонская области наделяются правом самостоятельно устанавливать порядок формирования племенных хозяйств, порядок отнесения к видам племенных хозяйств, а также требования к видам племенных хозяйств. Региональные власти до 1 января 2026 года вправе самостоятельно устанавливать критерии включения племенных животноводств в перечень племенных хозяйств; - «О мелиорации земель» — до 1 января 2026 года учет агролесомелиоративных насаждений (определение — см. № 3 списка Федеральных законов за 2023 год) в указанных субъектах не осуществляется; - «О развитии сельского хозяйства» — до 1 января 2026 года сельскохозяйственными товаропроизводителями признаются организации, индивидуальные предприниматели, физические лица на основе нормативно-правовых актов соответствующего субъекта (ЛНР, ДНР, Запорожская область, Херсонская область), в том числе производители органической продукции и продовольствия с улучшеными характеристиками, её первичную и последующую переработку, в том числе и на арендованных основных средствах. Доля доходов от реализации этой продукции должна составлять не менее 70 %. При этом согласование региональных властей в области АПК с Минсельхозом России обязательно; - «Об аквакультуре (рыбоводстве) и о внесении изменений в отдельные законодательные акты Российской Федерации» — выданные украинскими властями до присоединения этих территорий к России документы, которые являются основой для осуществления рыбоводства, будут действовать до истечения срока их действия, но не позднее 1 января 2026 года; - «О семеноводстве» — после предварительного согласования с Министерством сельского хозяйства упомянутые новые регионы смогут устанавливать требования к производству (выращиванию), хранению, транспортировке, реализации и использованию семян сельскохозяйственных растений на своей территории до конца 2024 года. | Депутаты Государственной думы Гордеев А. В., Кашин В. И., Оглоблина Ю. В., Аникеев А. А. Сулейманов Р. И.,Н. И. Васильев Прусакова М.Н. | Федеральный закон вступает в силу с 1 марта 2024 года. |
| 22 | О внесении изменений в Закон Российской Федерации «О ветеринарии» и статью 2 Федерального закона "О внесении изменений в Федеральный закон «О развитии сельского хозяйства» от 25 декабря 2023 года, № 680-ФЗ (порядок оформления ветеринарных сопроводительных документов) | Закон уточняет порядок оформления ветеринарных сопроводительных документов (ВСД) в целях сопровождения подконтрольных товаров, в том числе в электронной форме. Оформление ВСД необходимо при производстве подконтрольного товара, его перемещении, перевозке, а также при переходе права собственности на подконтрольный товар. Формы ВСД, порядок их оформления (в электронной либо бумажной форме) утверждается Россельхознадзором. Оформление ВСД в электронной форме осуществляется с использованием федеральной государственной информационной системы (ФГИС) в области ветеринарии. Порядок оформления ВСД в электронной форме должен предусматривать их виды, перечень ошибок, совершаемых при их оформлении, гашение документов (аннулирование), возможность печати ВСД с реквизитами, в том числе с уникальным идентификационным номером и иной информацией, а также возможность автоматического формирования ВСД государственной информационной системой в области ветеринарии. Оформление ВСД осуществляется на безвозмездной основе. Кроме того, указаны категории специалистов, уполномоченных на оформление ВСД. Отдельным положением перенесена дата введения информационной системы цифровых сервисов до 1 марта 2026 года (см. подробнее — № 1 списка Федеральных законов за 2022 год). | Депутаты Государственной Думы А. В. Гордеев,В. И. Кашин, Плотников В. Н., Гончаров Н. А., Блоцкий В. Н., Н. И. Васильев, Прусакова М. Н., Сулейманов Р. И., Лоцманов Д. Н., Панков Н. В., Лоор И. И.,Яхнюк С. В., Лавриненко А. Ф. | Федеральный закон вступает в силу с 1 сентября 2024 года |

### 2024 год
| № | Федеральный закон | Содержание закона | Субъект законодательной инициативы | Комментарий |
| - | --- | --- | --- | --- |
| 1 | О внесении изменения в статью 13 Федерального закона «О племенном животноводстве» от 23 марта 2024 года, № 62-ФЗ (устранение технической ошибки) | Федеральным законом от 4 августа 2023 года № 454-ФЗ «О внесении изменений в Федеральный закон „О племенном животноводстве“ и отдельные законодательные акты Российской Федерации» введено понятие «племенное свидетельство (паспорт)» вместо ранее использовавшегося понятия «племенное свидетельство». Термин «племенное свидетельство (паспорт)» внесён в законодательство о племенном животноводстве во все нормы, кроме абзаца второго части второй статьи 13 данного Федерального закона, что является технической ошибкой и не согласуется с принципом единообразия применяемой в нормативных правовых актах терминологии. Племенные свидетельства (паспорта) будут выдавать региональные органы власти, осуществляющие управление в области племенного животноводства. Пробел в законодательстве устранён. | Законодательное собрание Ульяновской области | Технический закон Вступает в силу со дня его официального опубликования (23 марта 2024 года) |
| 2 | О внесении изменений в Федеральный закон «О рыболовстве и сохранении водных биологических ресурсов» и отдельные законодательные акты Российской Федерации от 29 мая 2024 года, № 101-ФЗ (совершенствование правоотношений в области рыболовства) | Согласно уточняющей новелле, при осуществлении рыболовства в Азовском и Чёрном морях разрешается ведение рыболовного журнала в форме документа на бумажном носителе или в форме электронного документа, подписанного усиленной квалифицированной электронной подписью капитана судна или лица, его замещающего, до 1 января 2026 года. При общем регулировании, с 1 марта 2023 года рыболовные журналы должны были стать электронными (подробнее — № 4 списка Федеральных законов, 2022 год). Данная норма вступает в силу особым порядком (подробнее — в Примечании). Правительство РФ устанавливает общий допустимый улов на вылов водных биологических ресурсов, объёмов их добычи (вылова) в исключительной экономической зоне России на каждый конкретный год, но только в том случае если промышленный вылов, его объёмы не урегулированы международным договором, прошедшим через ратификацию парламентов договаривающихся сторон (государств). Ранее объём российской квоты определялся путём переговоров между правительствами государств, ведущих промышленный вылов водных биоресурсов. Одновременно до 31 декабря 2024 года продлевается действие договоров пользования рыболовными участками, срок которых истекает ранее 1 ноября 2024 года. Данная норма также вступает в силу особым порядком.                                                                                         | Депутаты Государственной Думы Гордеев А. В., Кашин В. И. Нилов О. А., Плотников В. Н. Аникеев А. А., Васильев Н. И. Лоор И. И., Панков Н.В Сулейманов Р. И. Сенатор Российской Федерации Митин С. Г. | Постатейные изменения в ФЗ: Статья 1 — «О рыболовстве и сохранении водных биологических ресурсов» от 20 декабря 2004 года № 166-ФЗ; Статья 2 — «О животном мире» от 24 апреля 1995 года № 52-ФЗ; Статья 3 — «О любительском рыболовстве и о внесении изменений в отдельные законодательные акты Российской Федерации» от 25 декабря 2018 года № 475-ФЗ; Статья 4 — О внесении изменений в Федеральный закон «О рыболовстве и сохранении водных биологических ресурсов» от 24 июля 2023 года № 384-ФЗ; Статья 5 — вступление закона в силу: - общий порядок — с 1 декабря 2024 года; - особый порядок — с 1 июня 2024 года. |
| 3 | О внесении изменений в статью 19 Федерального закона «О крестьянском (фермерском) хозяйстве» и Федеральный закон «О развитии сельского хозяйства» от 22 июня 2024 года, № 160-ФЗ (порядок осуществления деятельности в сфере сельского туризма) | С 3 июля 2024 года вступает в силу Федеральный закон № 160-ФЗ. Согласно редакции правовых новелл статьи 19 ФЗ «О крестьянском (фермерском) хозяйстве», сельхозпроизводители, помимо своей основной деятельности, могут заниматься в том числе и сельским туризмом. Изменения разрешают фермерам регистрировать бизнес в сфере туризма и оказывать туристам услуги по размещению в отелях и гостиницах, других помещениях временного проживания, располагающихся на территории сельского хозяйства. Сельхозпроизводители могут также осуществлять торговую деятельность на своих территориях. Для этого они должны оборудовать специальные помещения или использовать нестационарные торговые объекты. При этом виды деятельности крестьянского (фермерского) хозяйства определяются членами хозяйства самостоятельно. Согласно новой статье 4.1 ФЗ «О развитии сельского хозяйства», устойчивое развитие сельских территорий предполагает: - стабильное социально-экономическое развитие; - увеличение объёма сельскохозяйственной продукции; - повышение эффективности сельского хозяйства; - рациональное использование и охрана земель; - достижение полной занятости сельского населения и повышение уровня его жизни, в том числе за счет деятельности по оказанию услуг в сфере сельского туризма. Предполагается увязать развитие сельского туризма с устойчивым развитием сельских территорий. | Правительство РФ (Правительство Мишустина) | Понятия «сельский туризм», «поддержка и развитие сельского туризма» были введены Федеральным законом от 2 июля 2021 года № 318-ФЗ "О внесении изменений в Федеральный закон «Об основах туристской деятельности в Российской Федерации» и статью 7 Федерального закона от 29 декабря 2006 года № 264-ФЗ «О развитии сельского хозяйства». Согласно закону сельский туризм трактуется как «туризм, предусматривающий посещение сельской местности, малых городов с численностью населения до тридцати тысяч человек, в целях отдыха, приобщения к традиционному укладу жизни, ознакомления с деятельностью сельскохозяйственных товаропроизводителей и (или) участия в сельскохозяйственных работах без извлечения материальной выгоды с возможностью предоставления услуг по временному размещению, организации досуга, экскурсионных и иных услуг». Указанные изменения могут привести к росту выручки фермерских хозяйств к 2030 году до 50 млрд рублей и к росту рынка сельского туризма почти в семь раз. По оценкам Россельхозбанка, в ближайшие три года (2025 ― 2027) дополнительный доход фермеров от сельского туризма вырастет до 250 млрд рублей в год и составит до пяти процентов от суммарного дохода крестьянских фермерских хозяйств. |
| 4 | О внесении изменений в отдельные законодательные акты Российской Федерации от 8 июля 2024 года, № 167-ФЗ (повышение эффективности ветеринарного, фитосанитарного и иных видов государственного контроля) | ОПИСАНИЕ В СТАДИИ РАЗРАБОТКИ | Правительство РФ (Правительство Мишустина) | Постатейные изменения в ФЗ: Статья 1 ― Закон «О ветеринарии» от 14 мая 1993 года, № 4979-I; Статья 2 ― «О санитарно-эпидемиологическом благополучии населения» от 30 марта 1999 года, № 52-ФЗ; Статья 3 ― «О качестве и безопасности пищевых продуктов» от 2 января 2000 года, № 29-ФЗ; Статья 4 ― «О карантине растений» от 21 июля 2014 года, № 206-ФЗ; Статья 5 ― «О свободном порте Владивосток» от 13 июля 2015 года, № 212-ФЗ; Статья 6 ― «О государственной поддержке предпринимательской деятельности в Арктической зоне Российской Федерации» от 13 июля 2020 года, № 193-ФЗ; Статья 7 ― особенности осуществления полномочий таможенными органами Российской Федерации в области ветеринарии, санитарно-эпидемиологического благополучия населения, безопасности пищевых продуктов, карантина растений, а также пропуска транспортных средств через свободный порт Владивосток и через пункты пропуска Арктической зоны России; Статья 8 ― порядок вступления поправок в силу: - общий ― с 1 сентября 2025 года. |
| 5 | О внесении изменений в Федеральный закон «О племенном животноводстве» от 22 июля 2024 года, № 204-ФЗ (совершенствование регулирования в области племенного животноводства) | ОПИСАНИЕ В СТАДИИ РАЗРАБОТКИ | Депутаты Государственной Думы Гордеев А. В. Кашин В. И. Плотников В. Н. Нилов О. А. Гончаров Н. А. Егоров В. И. Яхнюк С. В. Панков Н. В. Лоор И. И. Васильев Н. И. Лоцманов Д. Н. Прусакова М. Н. Аникеев А. А. Поляков А. А. Руденский И. Н. Сулейманов Р. И. Езубов А. П. Лавриненко А. Ф. Оглоблина Ю. В. | Закон вступает в силу: - общий порядок — с 1 сентября 2025 года - особый порядок — с 1 марта 2026 года |
| 6 | О внесении изменений в Федеральный закон «О ведении гражданами садоводства и огородничества для собственных нужд и о внесении изменений в отдельные законодательные акты Российской Федерации» от 22 июля 2024 года, № 211-ФЗ (уточнение кворума при проведении общего собрания членов товарищества) | ОПИСАНИЕ В СТАДИИ РАЗРАБОТКИ | Сенатор Российской Федерации Кутепов А. В. Депутат Государственной Думы Самокиш В. И. | Федеральный закон вступает в силу со дня его официального опубликования. |
| 7 | О внесении изменений в Федеральный закон «О развитии сельского хозяйства» и Федеральный закон "О внесении изменений в Закон Российской Федерации «О ветеринарии» и статью 2 Федерального закона "О внесении изменений в Федеральный закон «О развитии сельского хозяйства» от 8 августа 2024 года, № 299-ФЗ (введение механизмов и правовых основ предоставления мер государственной поддержки агропромышленного комплекса в электронном виде) | ОПИСАНИЕ В СТАДИИ РАЗРАБОТКИ | Депутаты Государственной Думы Кашин В. И. Аникеев А. А. | Закон вступает в силу: - общий порядок — с 1 марта 2026 года - особый порядок — с 1 сентября 2024 года - особенности вступления в силу |
| 8 | О внесении изменений в Федеральный закон «О развитии сельского хозяйства» от 8 августа 2024 года, № 320-ФЗ (в части обеспечения доступности государственной поддержки в сфере развития сельского хозяйства в области ветеринарии) | ОПИСАНИЕ В СТАДИИ РАЗРАБОТКИ | Депутаты Государственной Думы Гордеев А. В. Плотников В. Н. Оглоблина Ю. В. Гончаров Н. А. Аникеев А. А. Езубов А. П. Лавриненко А. Ф. Лоор И. И. Лоцманов Д. Н. Панков Н. В. Поляков А. А. Руденский И. Н. Яхнюк С. В.                                                                                      | Федеральный закон вступает в силу с 1 сентября 2024 года |